# Église Saint-Nicolas de L'Hôpital
L'église Saint-Nicolas de L'Hôpital, du Centre ou encore Saint-Nicolas du Centre, est un édifice religieux dédié à saint Nicolas de Myre, qui a été élevé du XIIIe siècle au XIXe siècle sur un coteau proche de L'Hôpital (Moselle), le long de l'ancienne voie romaine Metz-Mayence-Worms. Elle est considérée comme église et paroisse-mère de toutes les autres paroisses catholiques de L'Hôpital et de Carling.

## Histoire

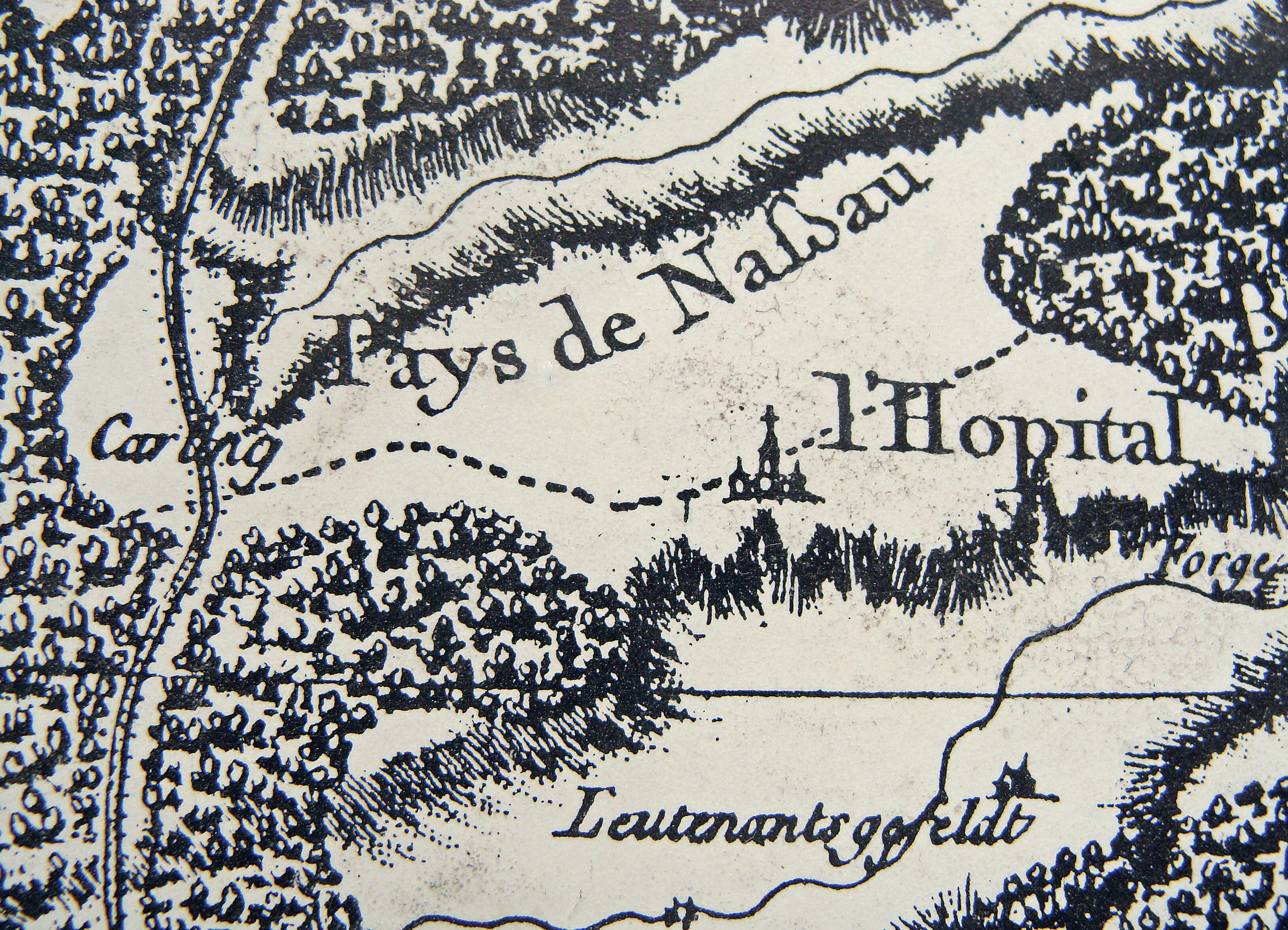
Extrait de la carte de Cassini du XVIIIe siècle avec L'Hôpital et son église.

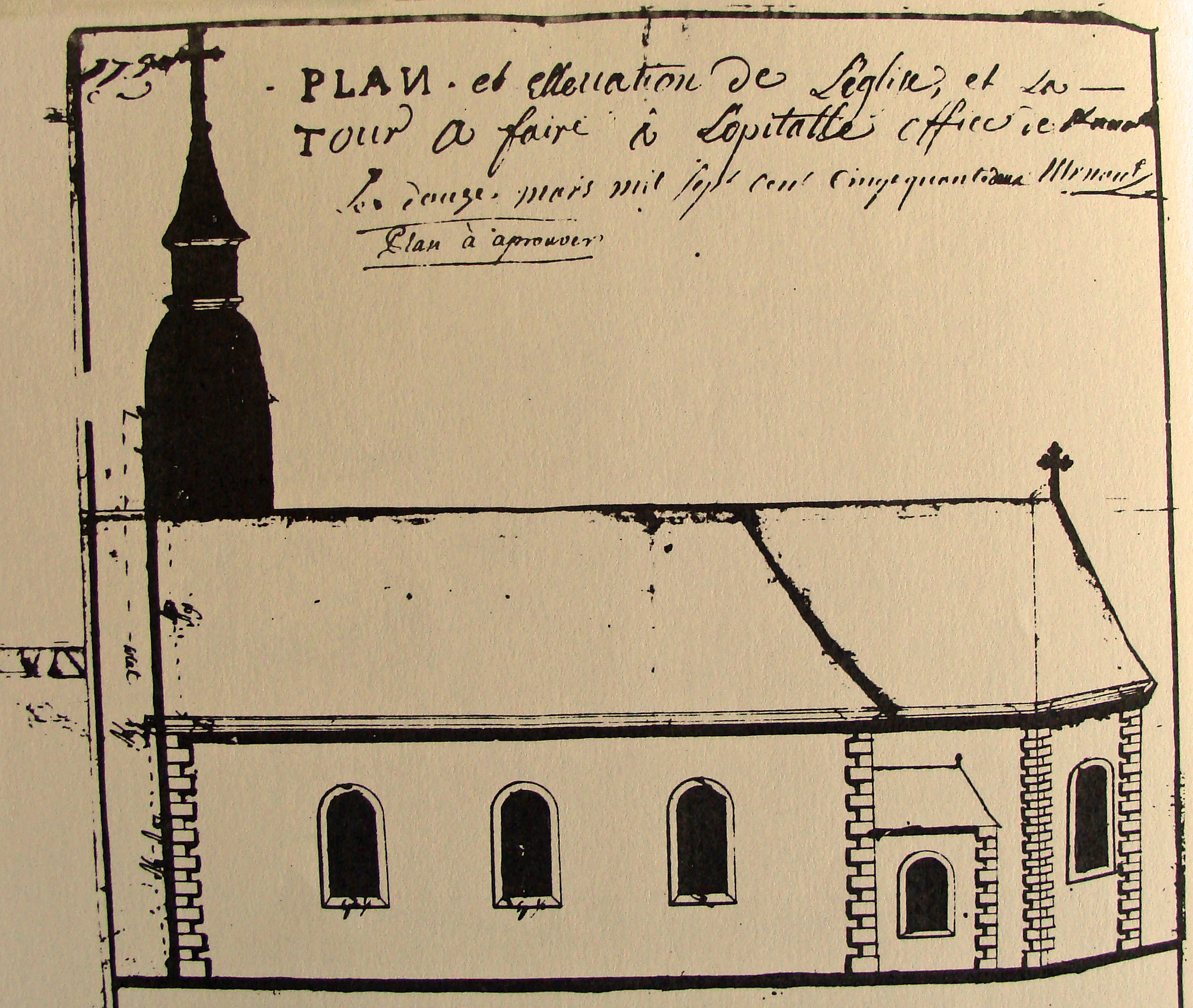
Projet de 1752 (extérieur)

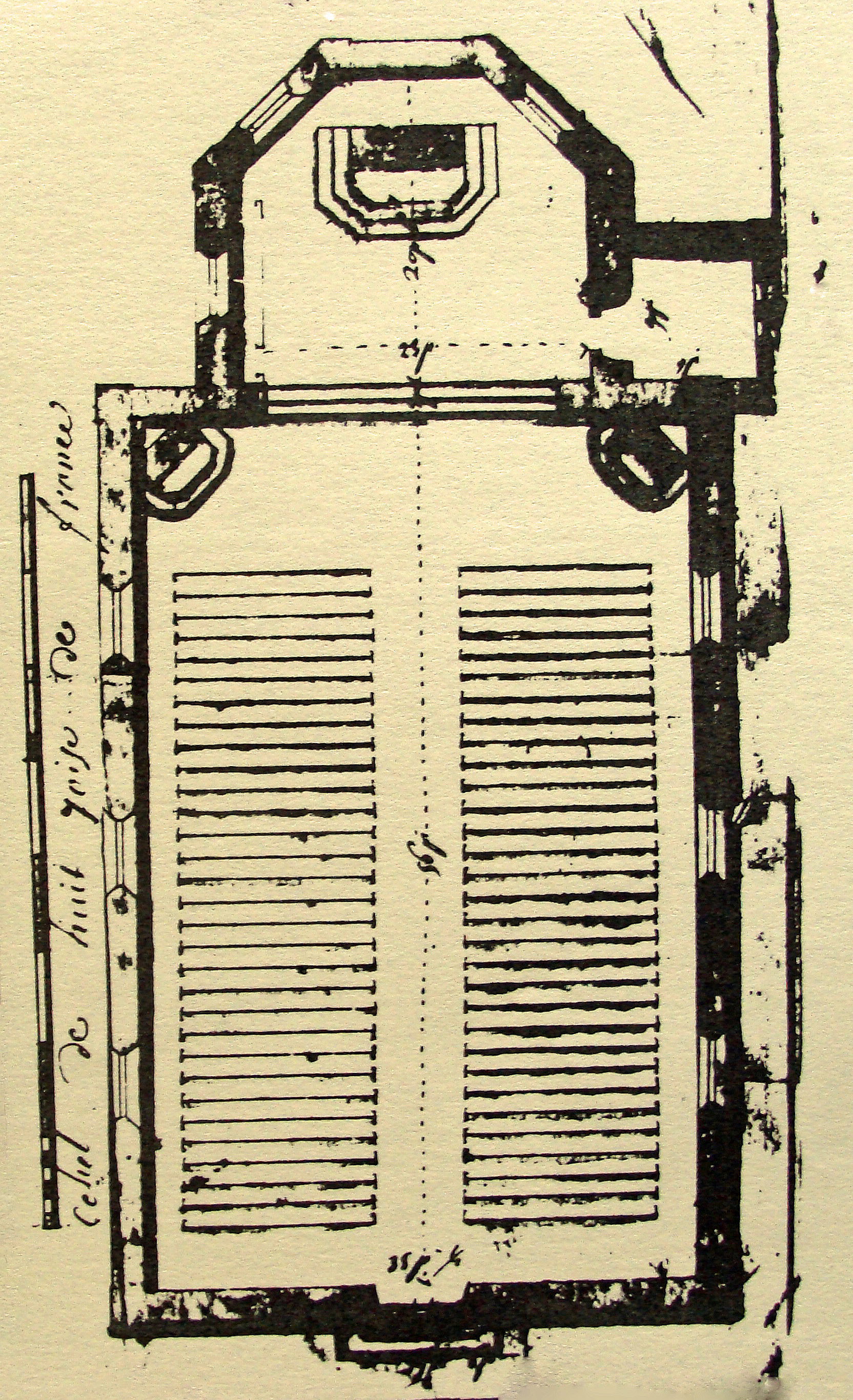
Projet de 1752 (intérieur)

Ce sont les moines cisterciens de l'abbaye de Villers-Bettnach qui sont à l'origine à l’orée de la forêt du Warndt d'une annexe de leur couvent appelée « grange ». Ces moines étaient des défricheurs de forêts et travaillaient souvent loin de leur abbaye. Or la Règle de l'Ordre cistercien exigeait que les moines dormissent au couvent ou sinon dans une « grange ». C'est ainsi que le cardinal Étienne de Bar (évêque de Metz de 1120 à 1162) faisait en 1146 une donation de terrain dans la forêt du Warndt, à l'abbaye de Villers-Bettnach, en vue de la construction d'une telle grange. En 1179, le pape Alexandre III accordait par une bulle papale, sa protection à cette grange connue sous le nom de « Merle ».
Vers 1210, Luccarde de Leiningen, la veuve du comte de Sarrebruck Simon II (de) et son beau-frère Henri, premier comte de Deux-Ponts (Zweibrücken), firent don à l’abbaye cistercienne de Villers-Bettnach d’un terrain pour y bâtir un hôpital que la tradition populaire décrit comme hôpital de lépreux, mais aucun texte ne décrit cet établissement comme une léproserie et le nom de L’Hôpital ne figure pas sur la liste des léproseries lorraines connues. Cet hôpital fondé en 1214 et placé sous la protection de Saint Nicolas, se trouvait à l’emplacement de l’actuelle église Saint-Nicolas, le long de l'ancienne voie romaine Metz-Mayence-Worms. En cette place également s'élevait une chapelle placée sous l'invocation de la Sainte-Trinité et de la Sainte-Croix.
En 1426 cette chapelle est liée à une fondation et rattachée en 1440 à l'abbaye Saint-Nabor de Saint-Avold par volonté de l'évêque de Metz Conrad II Bayer de Boppard. La chapelle est desservie par un vicaire et les paroissiens de L'Hôpital sont enterrés dans le cimetière adjacent.
En 1695 décède Adam Vellingen, dernier ermite de L'Hôpital. Les habitants de L'Hôpital choisissent ce vieux bâtiment qui était autrefois un hôpital et un ermitage avec sa chapelle pour le transformer en église. En 1700 cette église est terminée, mais en 1752 elle menace de tomber en ruine. Une nouvelle église est reconstruite sur l'ancien emplacement en 1762 et achevée en 1765. Son coût très élevé pour la paroisse s'élève à 2.860 livres. Le chœur de l'ancienne église est conservé. Elle possède un petit clocher sur le toit de la nef, une vaste nef sans transepts, le chœur ancien, une sacristie et est dédiée à saint Nicolas de Myre. Le 28 août 1767 a eu lieu la bénédiction des deux cloches Sol et Do par l'abbé Claude, curé de Marange et archiprêtre de Saint-Avold. L'église est alors située sur le territoire du comté de Nassau-Sarrebruck mais dessert également la partie du village appartenant au duché de Lorraine, les deux communautés ne formant qu'une seule paroisse. Un extrait de la carte de Cassini du XVIIIe siècle montre L'Hôpital et son église.
Pendant la Révolution se met en place dès le 12 juillet 1790 la Constitution civile du clergé, signée par Louis XVI mais qui sera condamnée par le pape Pie VI. Les prêtres doivent prêter serment sous peine d’être destitués. Les prêtres ayant prêté serment furent appelés « jureurs » et ceux qui refusèrent furent appelés « réfractaires ». Le 1er avril 1791, le directoire du département de la Moselle et le procureur général syndic baron Henri-Jacques de Poutet (1738-1793) décident de destituer les prêtres réfractaires. Le prêtre en poste dans la paroisse en 1791 était Jean Jacques Kraft originaire de Bouquenom (Sarre-Union). Il était en fonction en tant que vicaire résident depuis Noël 1784. Il refusa de prêter serment en 1791 et exerça ses fonctions en tant que réfractaire jusqu’en 1792, date de sa déportation. Le 20 septembre 1792, un décret républicain enlève le droit de tenir un registre d’état civil au clergé. Sans desservant régulier, les registres de l’église Saint-Nicolas de L’Hôpital portent la marque de nombreux prêtres réfractaires de passage dans la paroisse, dont celle de Jean Harter. Le 18 septembre 1794, la séparation de l’Église et de L’État est instituée. Le concordat est signé en 1801 mais la paroisse ne recouvre un office religieux régulier que le jour de l’Ascension du 27 mai 1802 assuré par Jean Harter, un prêtre originaire de Saint-Avold. Durant la période révolutionnaire, Jean Harter avait été un prêtre réfractaire et déporté en Guyane en tant que curé insoumis. Le successeur de Jean Harter est le vicaire résident Frédéric Nickel (1761-1833), un prêtre originaire de Saint-Avold et également réfractaire durant la période révolutionnaire. Il quitte L’Hôpital en 1805 et est nommé chanoine honoraire de la cathédrale Saint-Étienne de Metz en 1821.
L’église Saint-Nicolas comportait à partir de 1860 un nombre croissant de paroissiens. Desservant à la fois L’Hôpital et Carling, elle devenait le cœur d’une paroisse toujours plus importante et ce grâce à l’industrialisation. Le besoin d’associer beauté et harmonie musicales aux célébrations se faisait sentir dans une population sensible à la musique, comme l’attestent les nombreuses et dynamiques chorales présentes dans la région à cette époque. Le 5 juillet 1874 se réunit le Conseil de Fabrique de l’église Saint-Nicolas, qui décide l’achat d’un orgue.
En août 1874, on pose sur la tribune de la nef un instrument comprenant alors 13 registres avec pédalier indépendant du facteur d'orgues Müller de Rehlingen (Sarre).
L'église devenant trop petite, on confie à l'architecte Conrad Wahn, le soin de l'agrandir. On y ajoute un clocher en pierre de taille néogothique qui comprend un narthex ainsi qu'un baptistère. Deux transepts sont ajoutés à la nef et le chœur est reconstruit. Deux sacristies encadrant le chœur sont ajoutées à l'édifice. L'ancien tabernacle du chœur en bois sculpté du XVIIIe est déposé et est placé dans la sacristie Nord. De nouveaux autels sont mis en place.
Le 12 février 1882, le Conseil de Fabrique décide également l’agrandissement du jeu d’orgue et la pose d’un nouveau buffet. Les facteurs d’orgues Krempf-Verschneider de Rémering dédoublent les capacités de l’instrument et sont à l’origine du magnifique buffet en bois de chêne toujours en place.
Le 27 juin 1882 a eu lieu la bénédiction solennelle de l'église agrandie et restaurée en présence de Monsieur l'abbé Willemin, vicaire général du diocèse délégué à cet effet par Monseigneur Paul Dupont des Loges, évêque de Metz et en présence de très nombreux prêtres et fidèles.
L'église Saint-Nicolas de L’Hôpital desservait également jusqu'à la construction de l’église catholique Saint-Gérard Majella de Carling de 1906 à 1908, la paroisse de cette ville voisine.

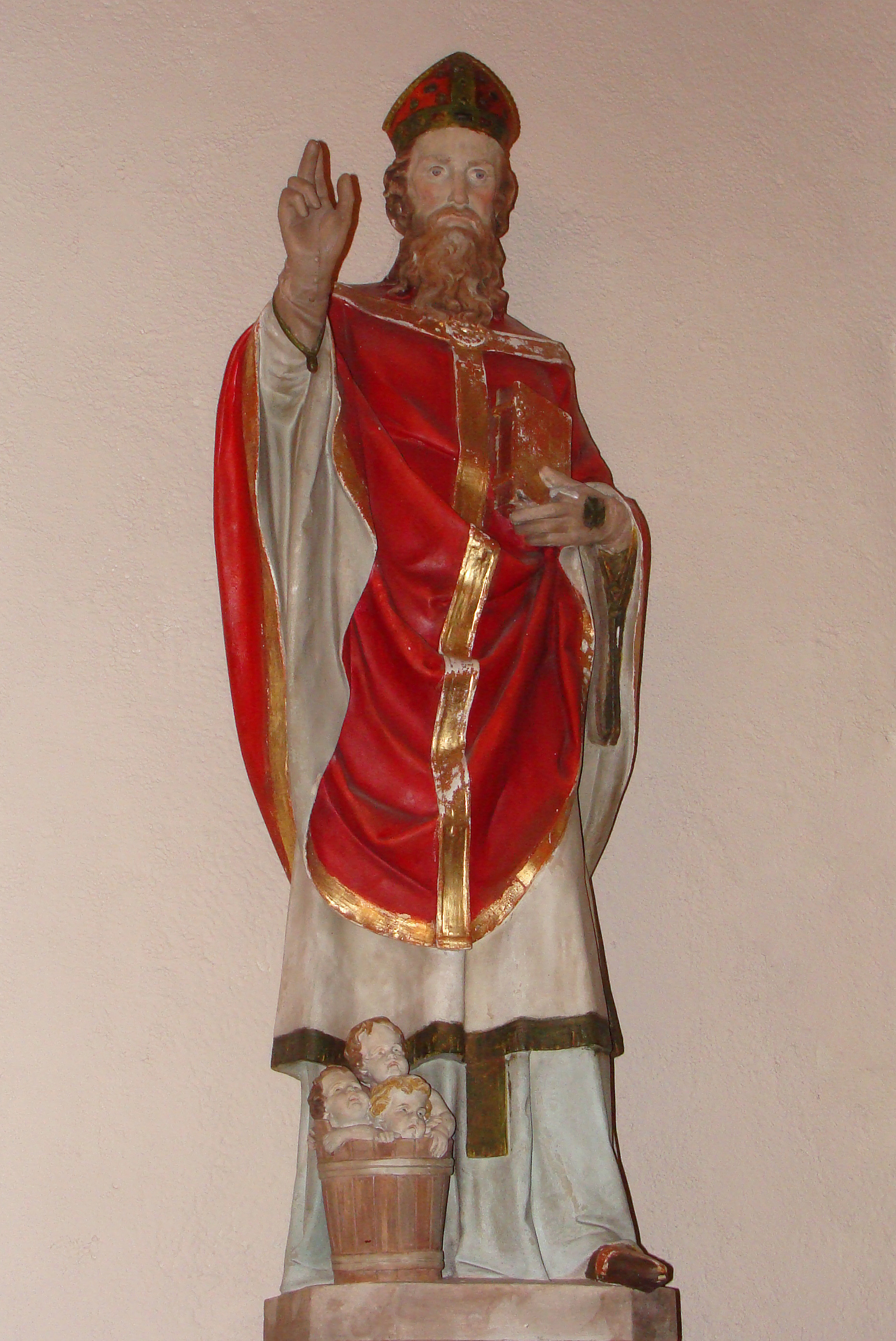
Statue de Saint Nicolas

Lors de la première guerre mondiale, l'abbé Johann Peter Menger en fonction à L'Hôpital qui doit se présenter à l'armée le 2 août 1914 pour être formé en tant qu'ambulancier paramédical. Son mal d'oreilles chronique fait qu'il se voit réformé et il retrouve sa paroisse le 29 août 1914. Conscients de la terrible tournure qu'allait prendre cette guerre, les réservistes sur le départ passent la nuit du 2 au 3 août 1914 à l'église paroissiale Saint-Nicolas en suivant des confessions toute la nuit et une célébration eucharistique à deux heures du matin. La grande piété des habitants faisait que les familles des soldats envoyés au front se réunissaient pour prier devant la Croix des Missions située dans le cimetière, tous les soirs à 21h00. Les chroniques de la paroisse rapportent que depuis le 1er août 1914 avait lieu à l'église Saint-Nicolas tous les matins une sainte messe avec récitation du rosaire et également la prière de litanies avec bénédiction le soir à compter du 15 août. Les religieuses de l'ordre Saint Vincent de Paul restées à L'Hôpital mettent à disposition du comité médical leur maison située face à l'église Saint-Nicolas pour en faire un centre de soins appelé lazaret. En 1917, le curé Bour réussit à sauver l’orgue de la convoitise de l'administration Allemande. Les cloches de l'église sont descendues le 26 juin 1917 et partent à la fonte.
Le 21 novembre 1918 les premières troupes françaises entrent à L'Hôpital vers 14h00. Vers 18h00 arrivera le 6e bataillon du 287e régiment d'infanterie appelé régiment de Berry-au-Bac conduit par le Colonel Bouchaud de Bussy et le commandant Foucault. Le 22 novembre 1918 à 10h00 a lieu sur le souhait du Colonel Bouchaud de Bussy entouré de toute la population en liesse une célébration religieuse en l'église Saint-Nicolas avec un Te Deum chanté par les aumoniers militaires français, sous la direction de l'abbé Domergue, vicaire à Saint-Michel de Decazeville (diocèse de Rodez). Le curé Bour de L'Hôpital fit un petit discours aux soldats et aux Spittellois enfin libérés.
En 1922, on remplace la sonnerie manquante depuis la Première Guerre mondiale. Le 8 avril 1923, la réunion de Conseil de Fabrique signale que les grandes orgues sont hors d’usage et seront bientôt réparées grâce à une heureuse donation de 8000 francs. Les orgues rempliront leur office jusqu’à 1938, date à laquelle la maison Haerpfer et Ermann de Boulay procèdent à une restauration.
En 1940, l'église se trouve en zone occupée juste face à la ligne de front. En 1943, trois cloches sur les quatre qui se trouvaient dans le clocher de l'église Saint-Nicolas sont à nouveau descendues par l'occupant allemand et partent à la fonte. Lors des combats de la libération, L’Hôpital est bombardé du 26 novembre 1944 au 5 décembre 1944, l'église Saint-Nicolas est touchée et des vitraux sont détruits.
Après la Seconde Guerre mondiale, l'église est soigneusement restaurée. Les vitraux détruits sont remplacés et l'on procède au remplacement des cloches. Des fouilles entreprises dans l'église lors de l'installation du chauffage-central dans les années 1950, ont permis de révéler l'existence d'inhumations faites à l'intérieur de l'église, probablement aux XVIe, XVIIe et XVIIIe siècles. De nombreux ossements furent trouvés par Monsieur le curé Charles Krummenacker et déposés au cimetière.
En 1979, le curé Charles Krummenacker fait procéder à la restauration des orgues par la manufacture d’orgues Willy Meurer de Rohrbach-lès-Bitche.
En 2007 une très belle restauration intérieure a été réalisée, les colonnettes en marbre qui séparaient la nef du chœur ont été déposées pour se mettre en conformité avec la nouvelle liturgie impulsée par le IIe concile œcuménique du Vatican.
Actuellement la paroisse de l'église Saint-Nicolas est rattachée à la Communauté de Paroisses Saint Antoine des Puits de L'Hôpital - Carling.

## Description

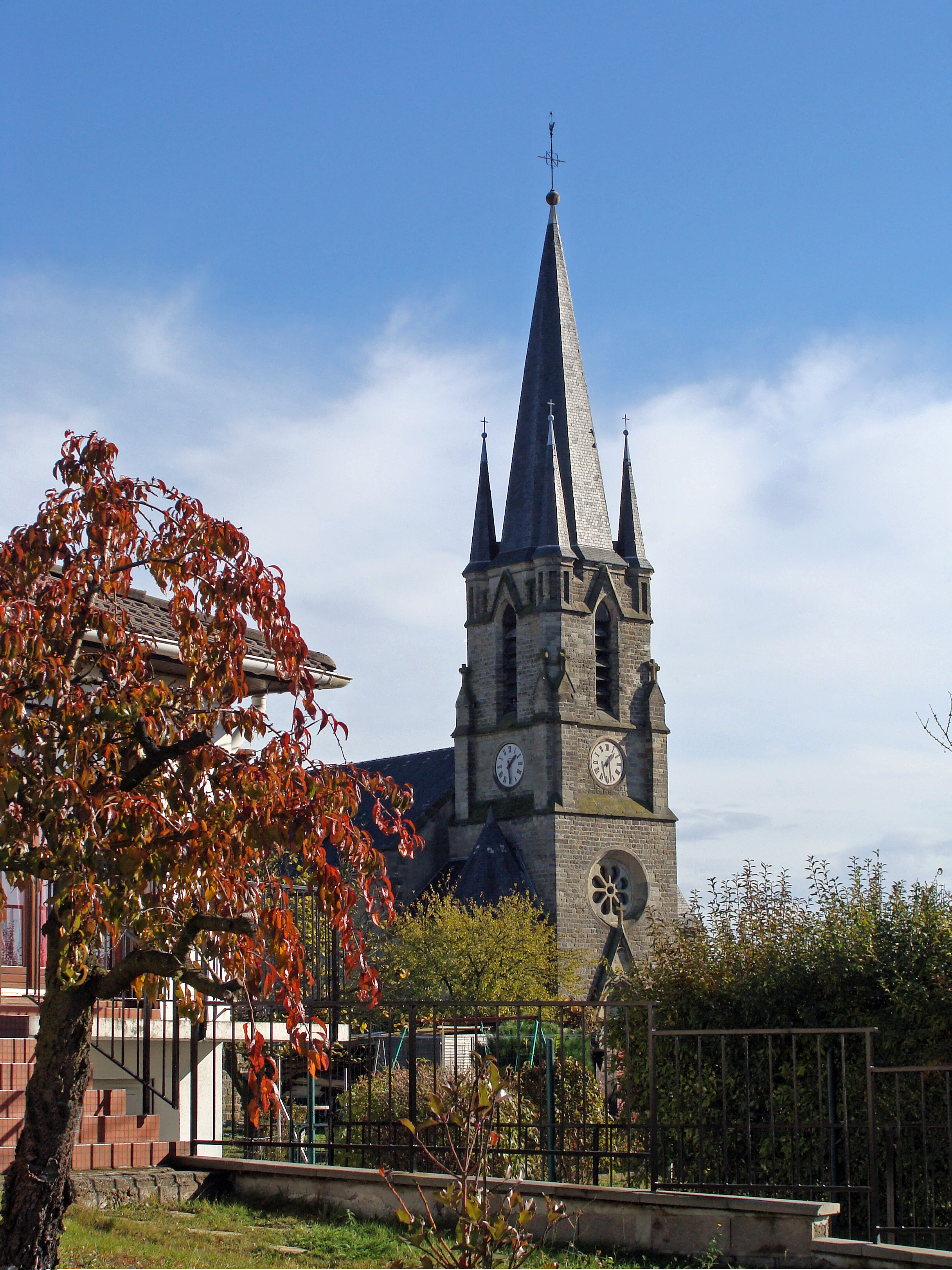
Vue de l'église Saint-Nicolas de L'Hôpital

### Architecture
L'église actuelle en forme de croix latine se compose d'une tour-porche (1882) avec narthex construite en pierres de taille et d'un chœur reconstruit en style néogothique avec stalles, fresques, vitraux et maître-autel, ainsi que de la nef de l’ancienne église (1762) remaniée en 1951 (plafond à caissons dorés) et de deux transepts dont l'un présente une entrée latérale. À l'entrée de l'église se trouve une chapelle avec une Pietà. Dans la nef du XVIIIe se trouvent de grandes orgues sur tribune, une chaire, des statues et des vitraux. Un baptistère, des confessionnaux, deux autels majeurs doublés d'autels latéraux sont situés au niveau des transepts éclairés par de grands vitraux. Deux sacristies donnent sur l'ancien chœur médiéval reconstruit en style néogothique. Elles sont éclairées par des vitraux et présentent un mobilier ancien.

### La chapelle d'entrée

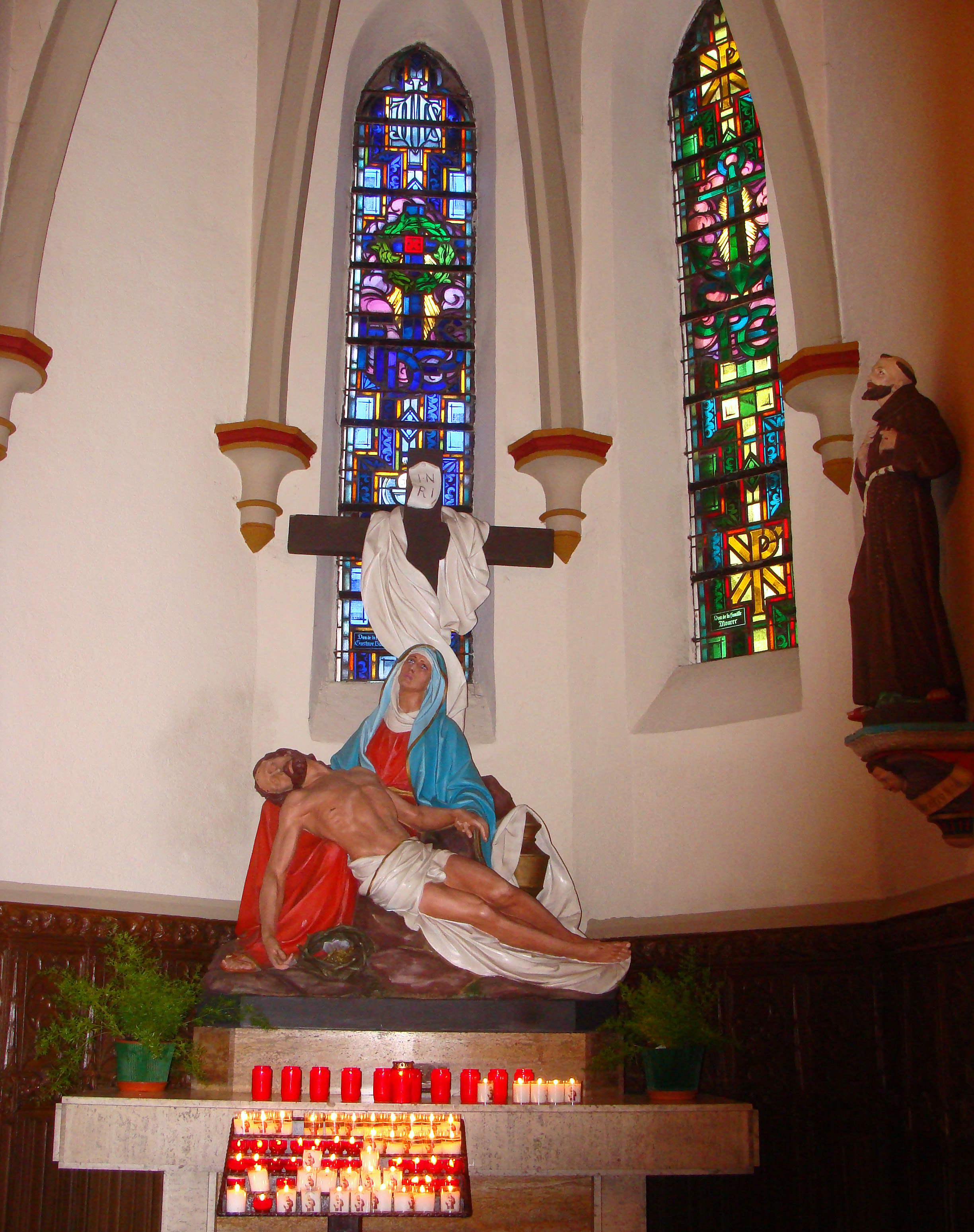
Chapelle d'entrée (1882) et Pietà

Elle a été établie en lieu et place de l'ancien baptistère déplacé en 2007 vers le transept Sud. La chapelle voûtée de style néogothique date de 1882. À l'intérieur, vitraux, Pietà reposant sur un autel de facture moderne et statue de Saint François. Une porte latérale donne sur le narthex, son entrée principale donne sur la nef de 1762.

### La nef
Elle est la partie la plus ancienne de l'édifice et date de la reconstruction de 1762. Elle a été restaurée et remaniée en 1951. À l'entrée, orgue sur tribune. Le plafond plat est décoré de caissons de stuc doré.
La nef est éclairée par des vitraux réalisés en 1949 par les frères Ott peintres-verriers de Strasbourg en remplacement d'anciens vitraux détruits durant les combats et les bombardements de la Seconde Guerre Mondiale. Des deux côtés de la nef se trouvent des statues de saints et un chemin de croix.
À la hauteur du transept Sud, grand crucifix faisant face à la chaire (XXe). L'ancienne chaire baroque sculptée par Jacquart de Vergaville en 1765 a été déposée. Seule subsiste la sculpture en bois d'un ange, conservée au presbytère catholique.

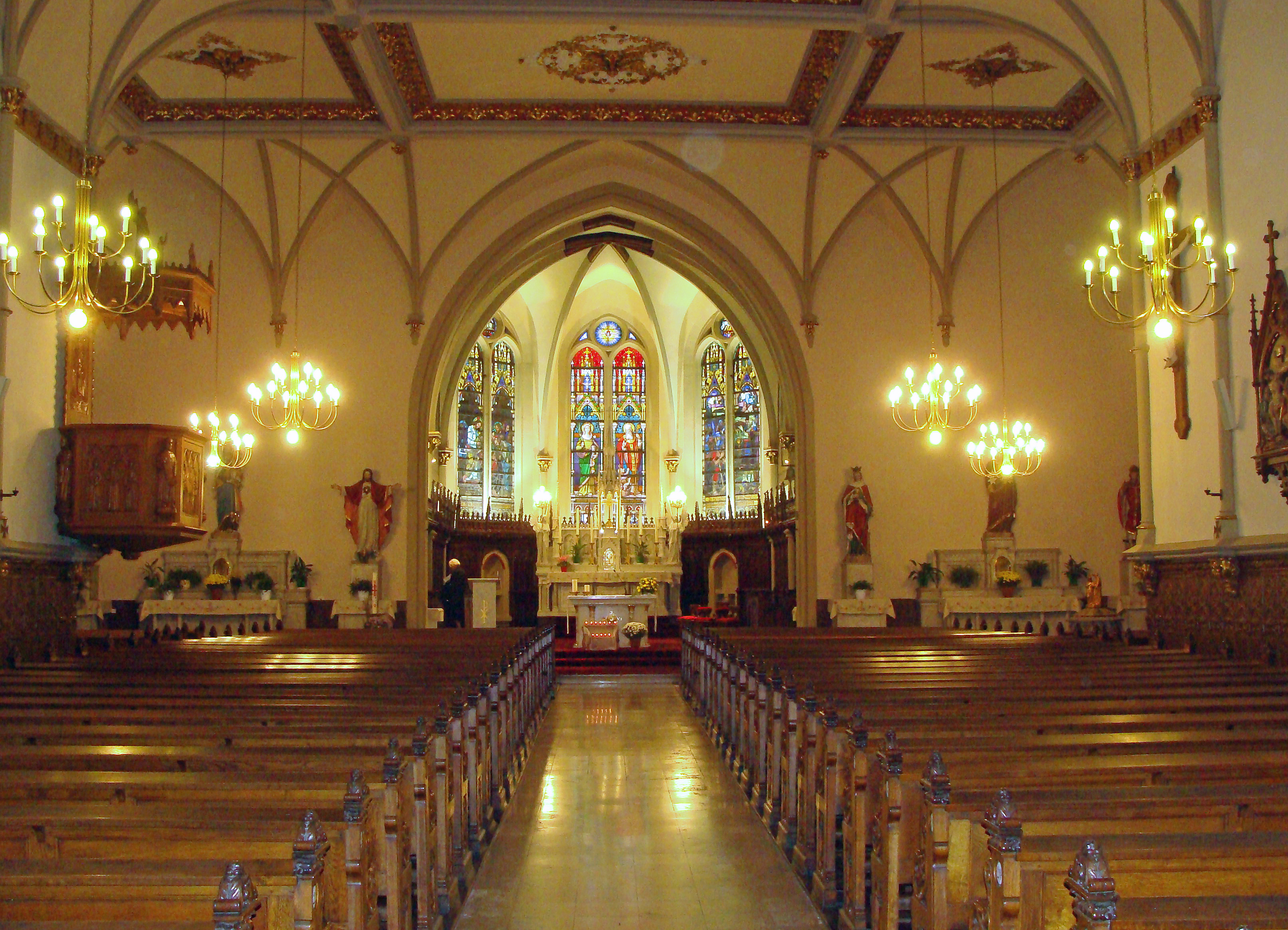
Nef (1762) et chœur (1882)
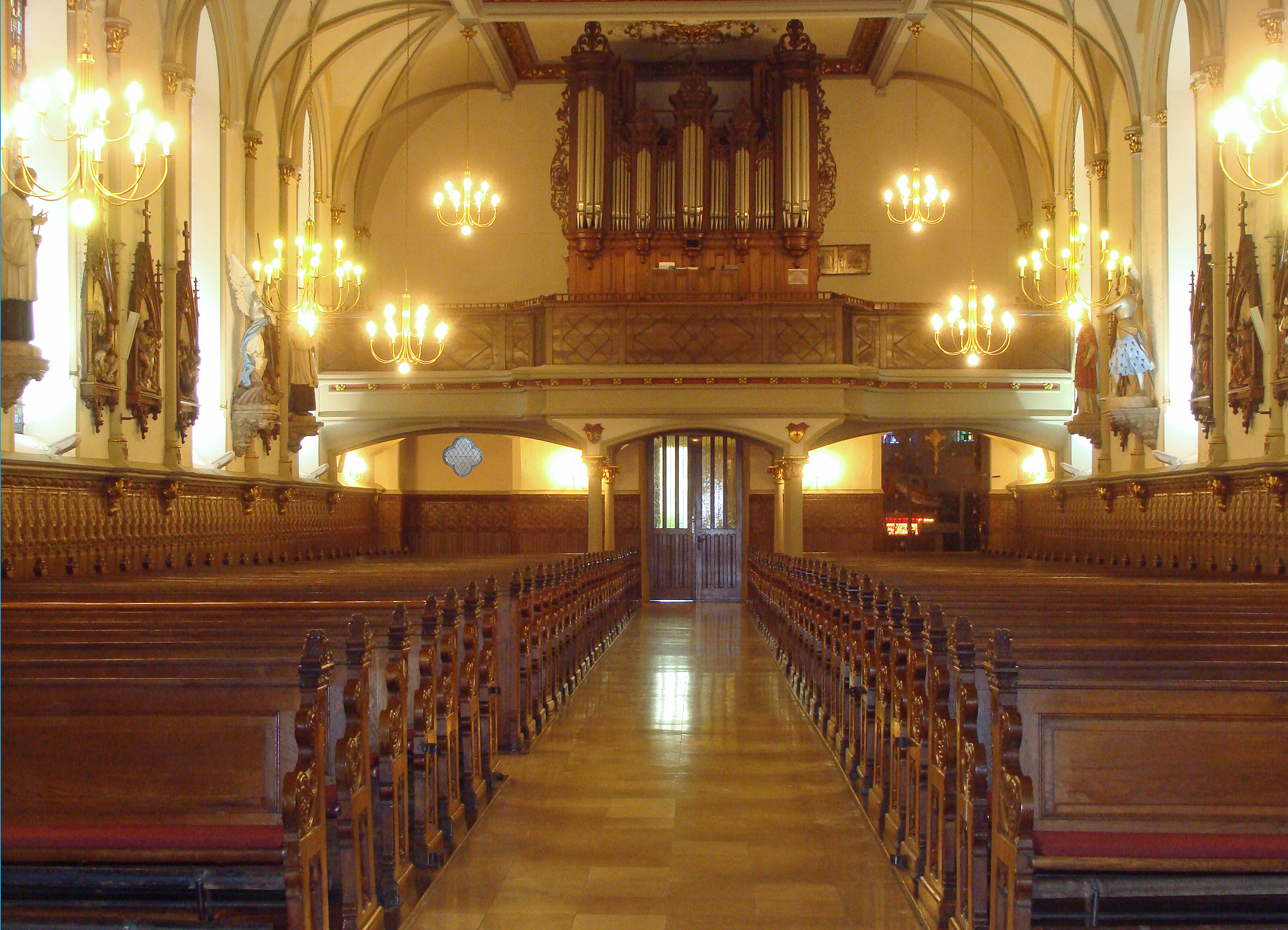
Nef (1762) et orgues (1874)
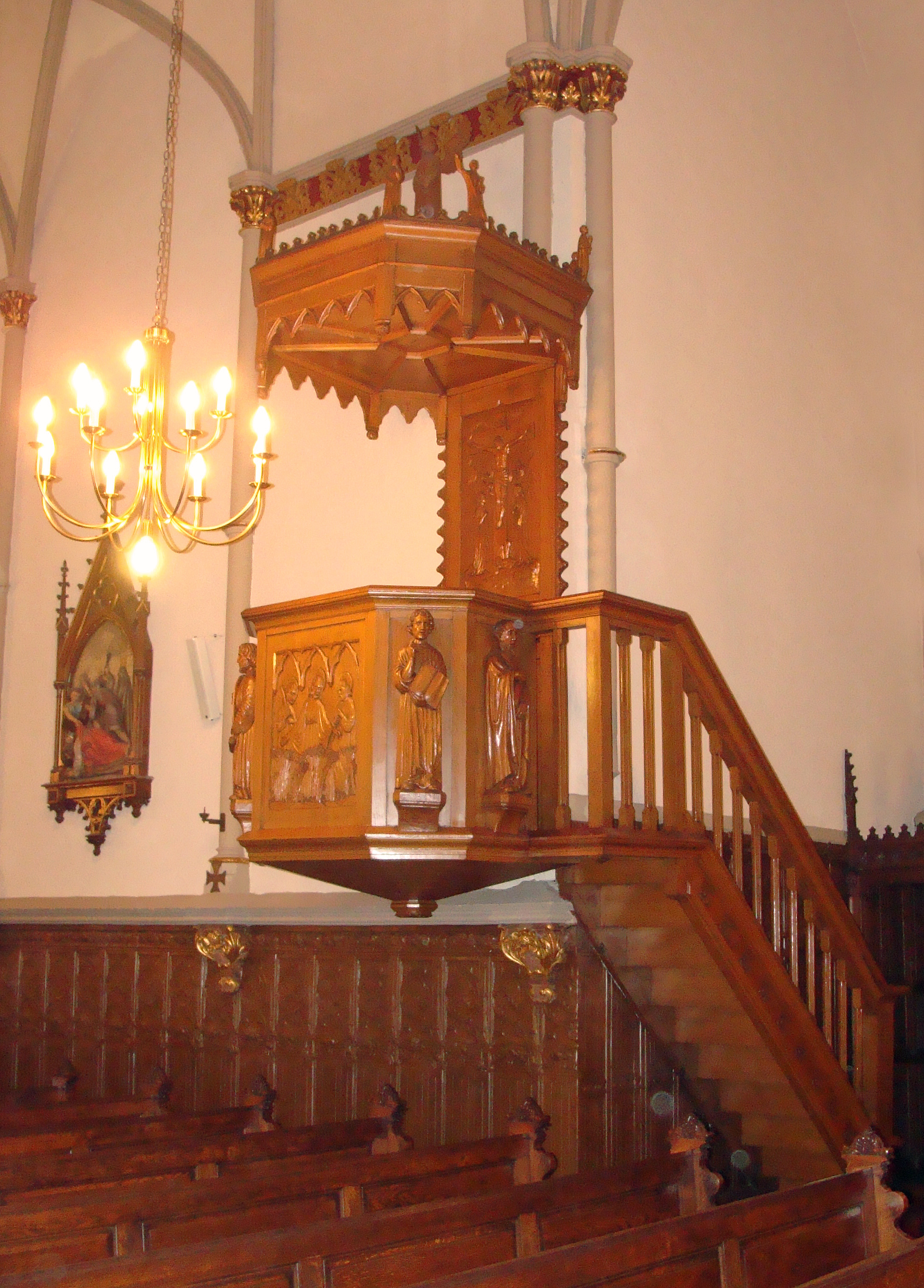
La chaire
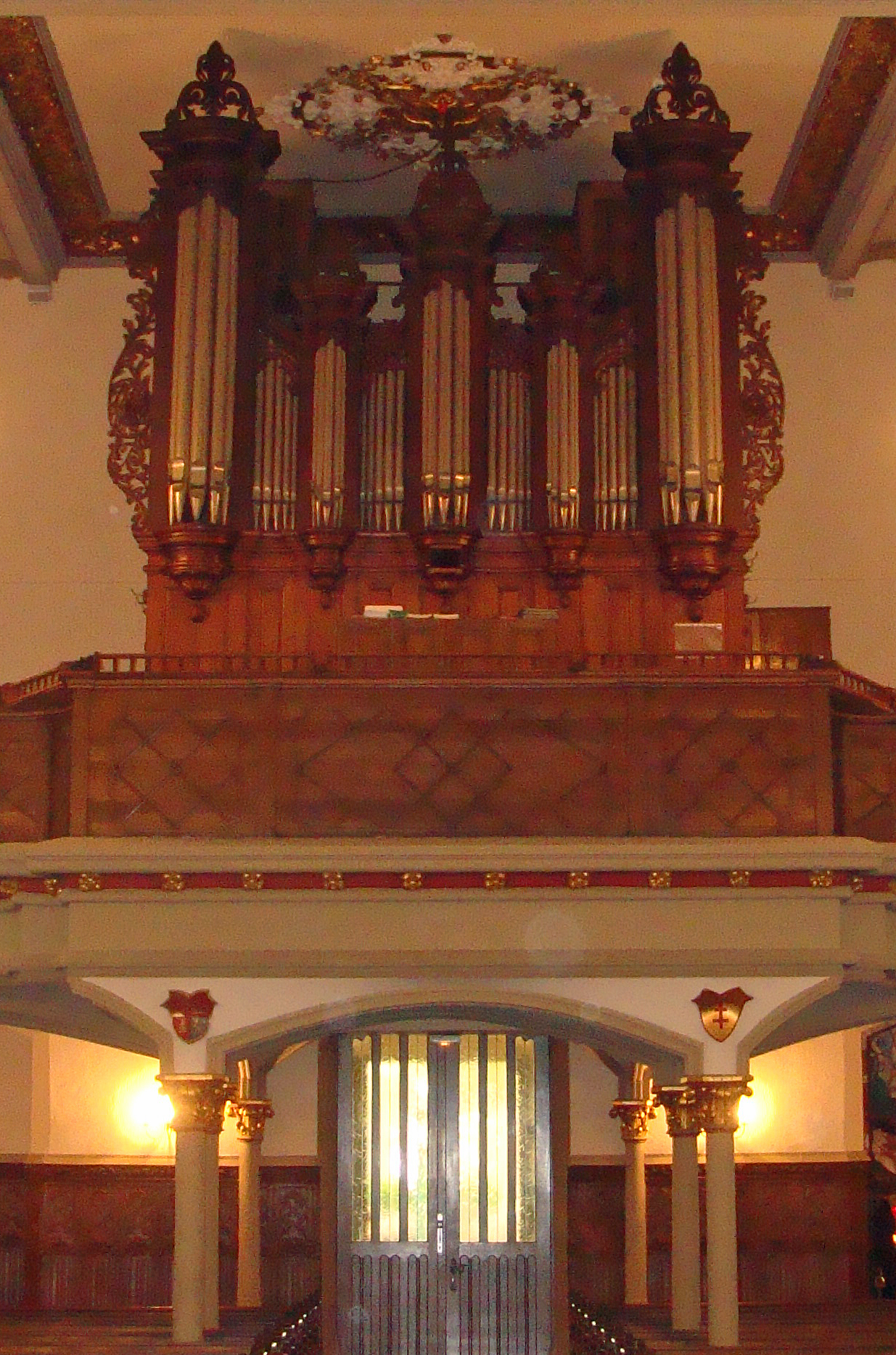
Tribune et grandes orgues
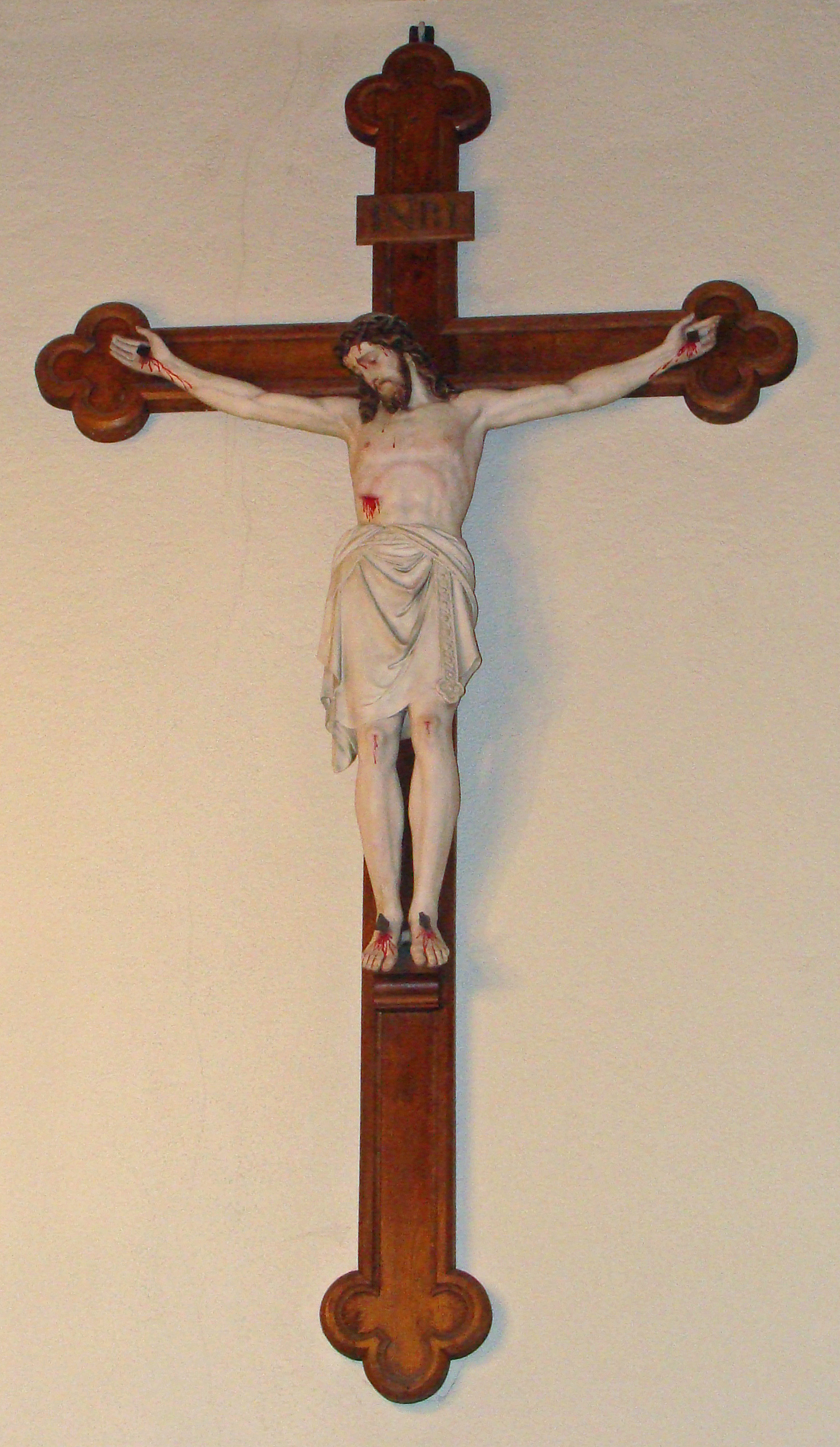
Crucifix de la nef

### Les transepts
Vitraux des frères Ott de Strasbourg datant de 1949 et représentant: Jésus Christ entouré d’enfants ainsi qu’une nativité (transept Nord) ; l'Assomption de la Bienheureuse Vierge Marie (transept Sud).
Le mobilier est composé de trois confessionnaux.
Chaque transept présente un autel majeur entouré de deux petits autels. Ils sont dédiés à la Vierge Marie et à Saint Joseph. Ils sont entourés de statues diverses dont celle de Saint Nicolas, patron de l’église et de la paroisse.
Baptistère en pierre néogothique, transféré dans le transept Sud lors des travaux de restauration de 2007. Le transept Sud présente une entrée latérale donnant sur la rue.

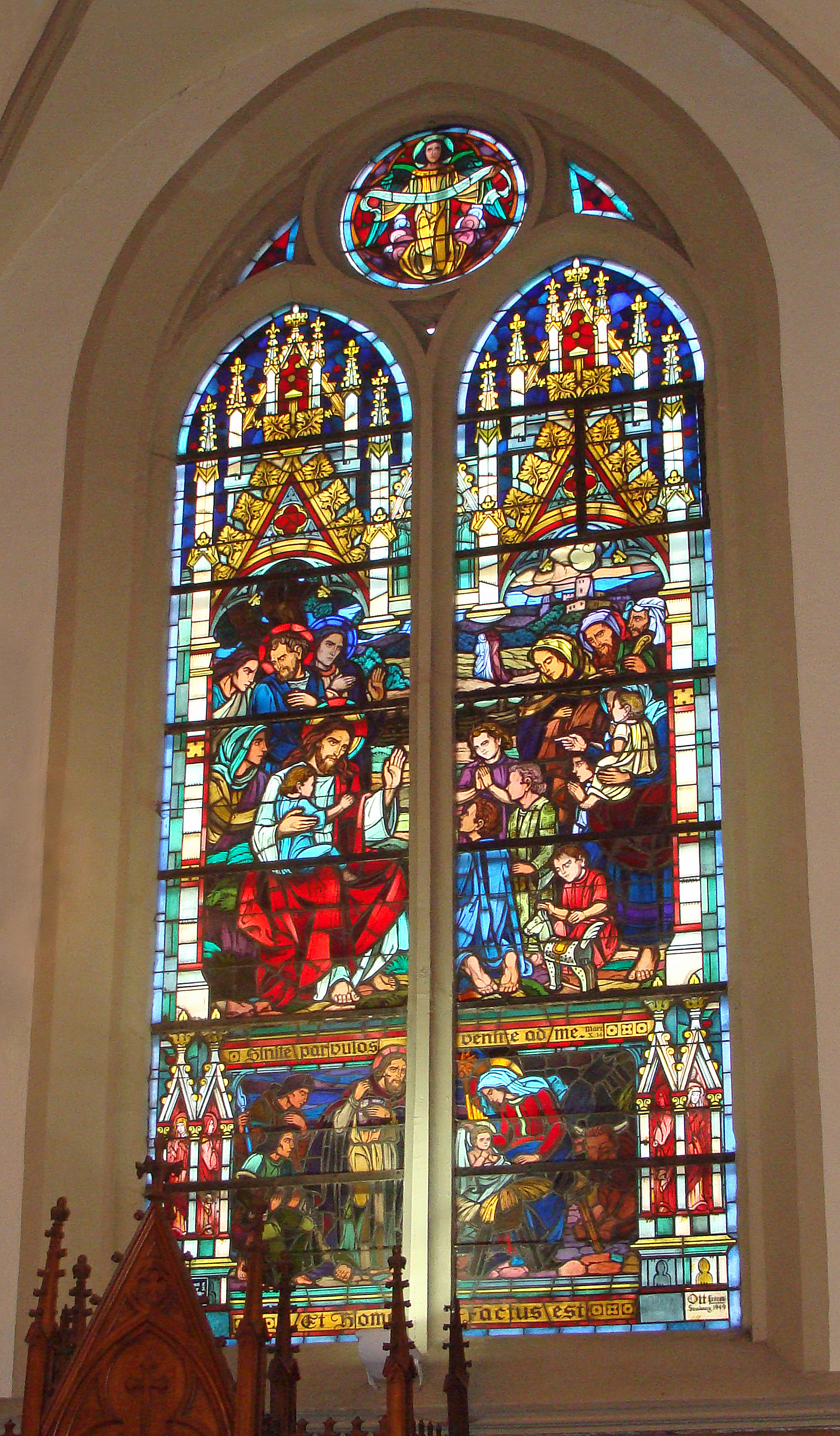
Vitrail du transept Nord
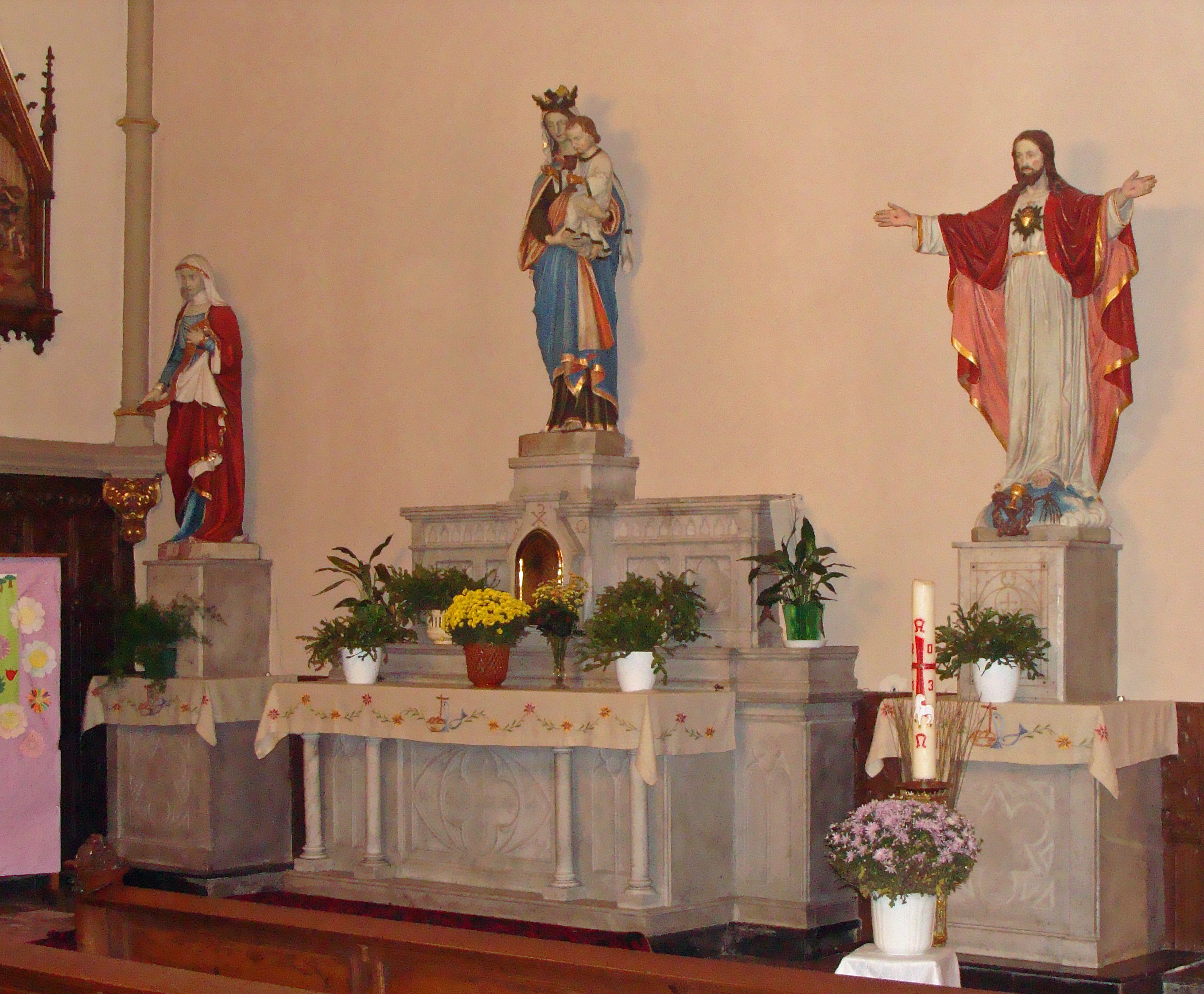
Autel de la Vierge, transept Nord
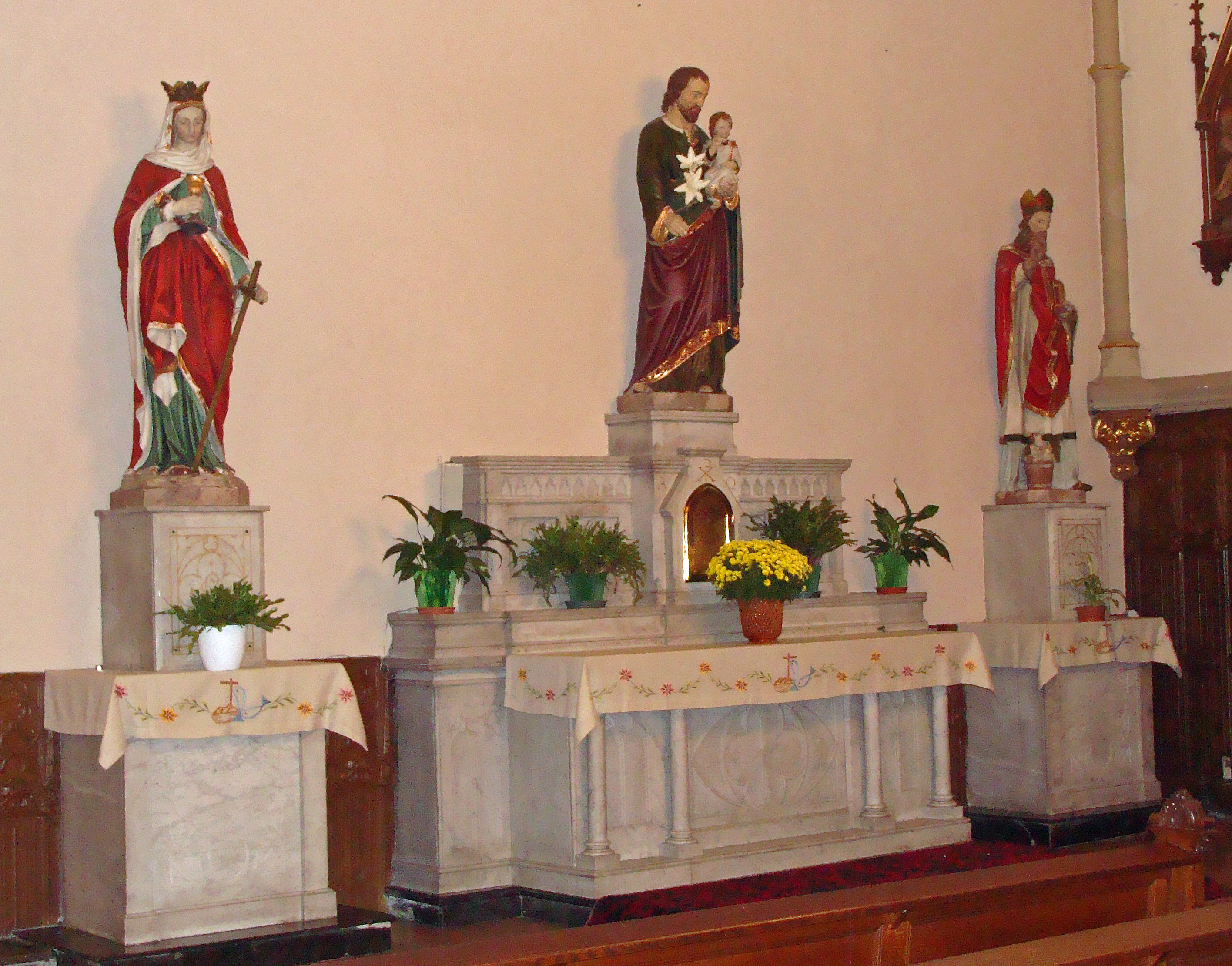
Autel de Saint Joseph, transept Sud
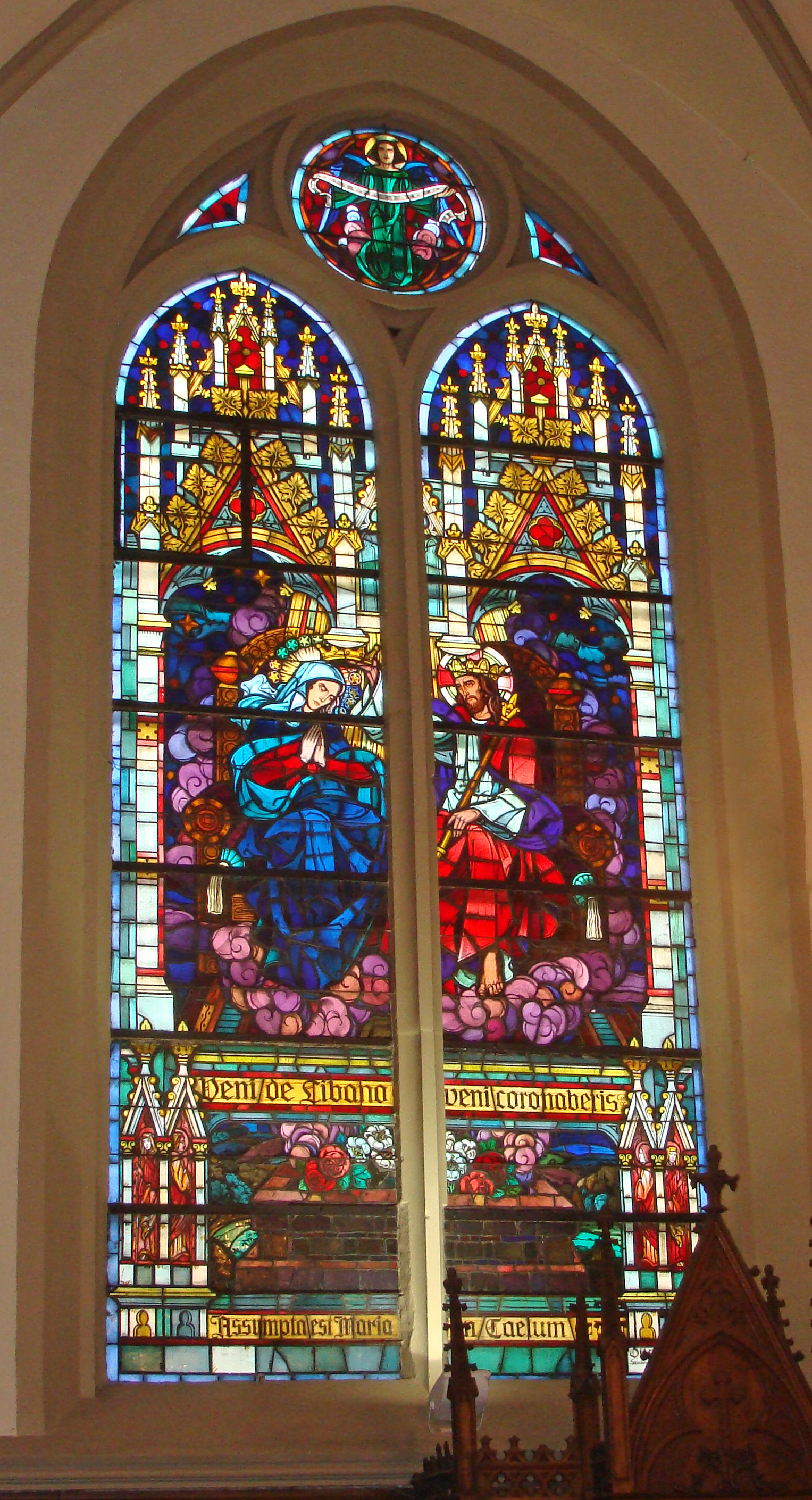
Vitrail transept Sud

### Le chœur

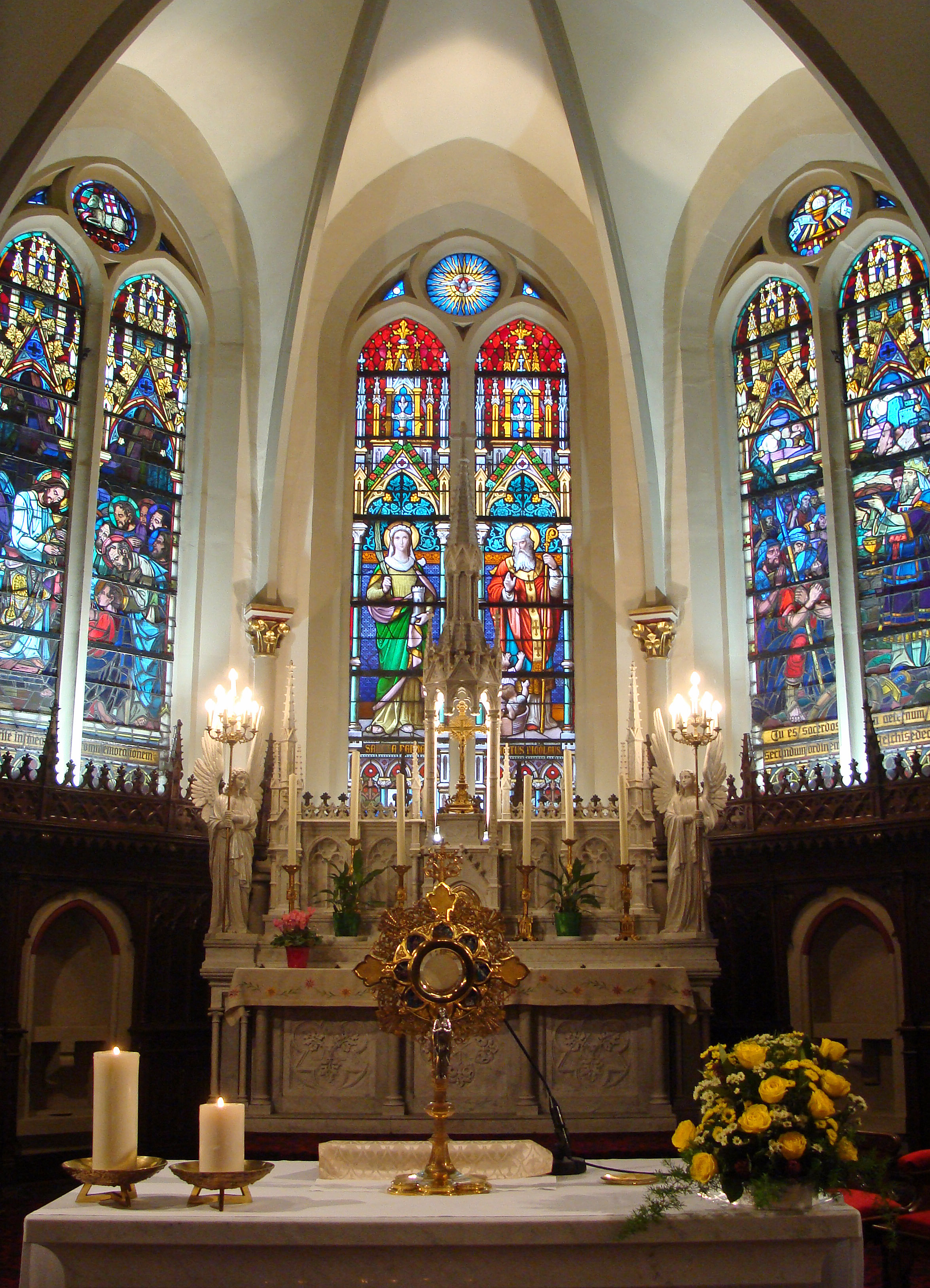
Chœur de l'église Saint-Nicolas

L’ancien chœur correspondait au chœur du sanctuaire primitif. C’était une construction massive de style gothique qui avait été épargnée par la reconstruction de 1762. En 1882, il fut transformé et reconstruit en style néogothique avec l’adjonction de deux sacristies latérales.
Le chœur est éclairé à l’Est par des vitraux. Les plus anciens représentant Sainte Barbe et Saint Nicolas datent de la reconstruction de 1882 et ont été restaurés en 1949. Les autres vitraux ont été détruits durant la Seconde Guerre Mondiale et sont de facture plus récente. Ils ont été mis en place en 1949 par les frères Ott, peintres-verriers à Strasbourg. Ils représentent d’un côté la préfiguration du sacrifice de la messe par Melchisédech et de l’autre l’institution de l’Eucharistie par Jésus Christ.
Le chœur est occupé par un important maître-autel néogothique de marbre blanc avec statues d’anges portant chandeliers. Le tabernacle en bois de l’ancien maître-autel du XVIIIe a été transféré dans la sacristie Nord.
De part et d’autre du chœur, s’ouvrent deux sacristies. Au-dessus des portes des sacristies se trouvent deux cloches de chœur.
L’ancien banc de communion composé de colonnettes de marbre blanc a été démonté et remplacé par un autel du même style pour se mettre en conformité avec les recommandations du deuxième concile œcuménique du Vatican relatives au déroulement de la célébration eucharistique et de la nouvelle liturgie.
Le chœur est entouré de stalles en chêne. Elles intègrent deux niches en pierre de taille servant de lavabo et situées de part et d’autre du maître-autel.
Le chœur est décoré de quatre grandes fresques tirées de scènes de l'Ancien Testament et réalisées en 1951 par Robert Maillard. Elles représentent : le sacrifice de Caïn et d’Abel ; le sacrifice d’Abraham ; la récolte de la manne dans le désert ; le sacrifice de l'agneau pascal.

### Les sacristies

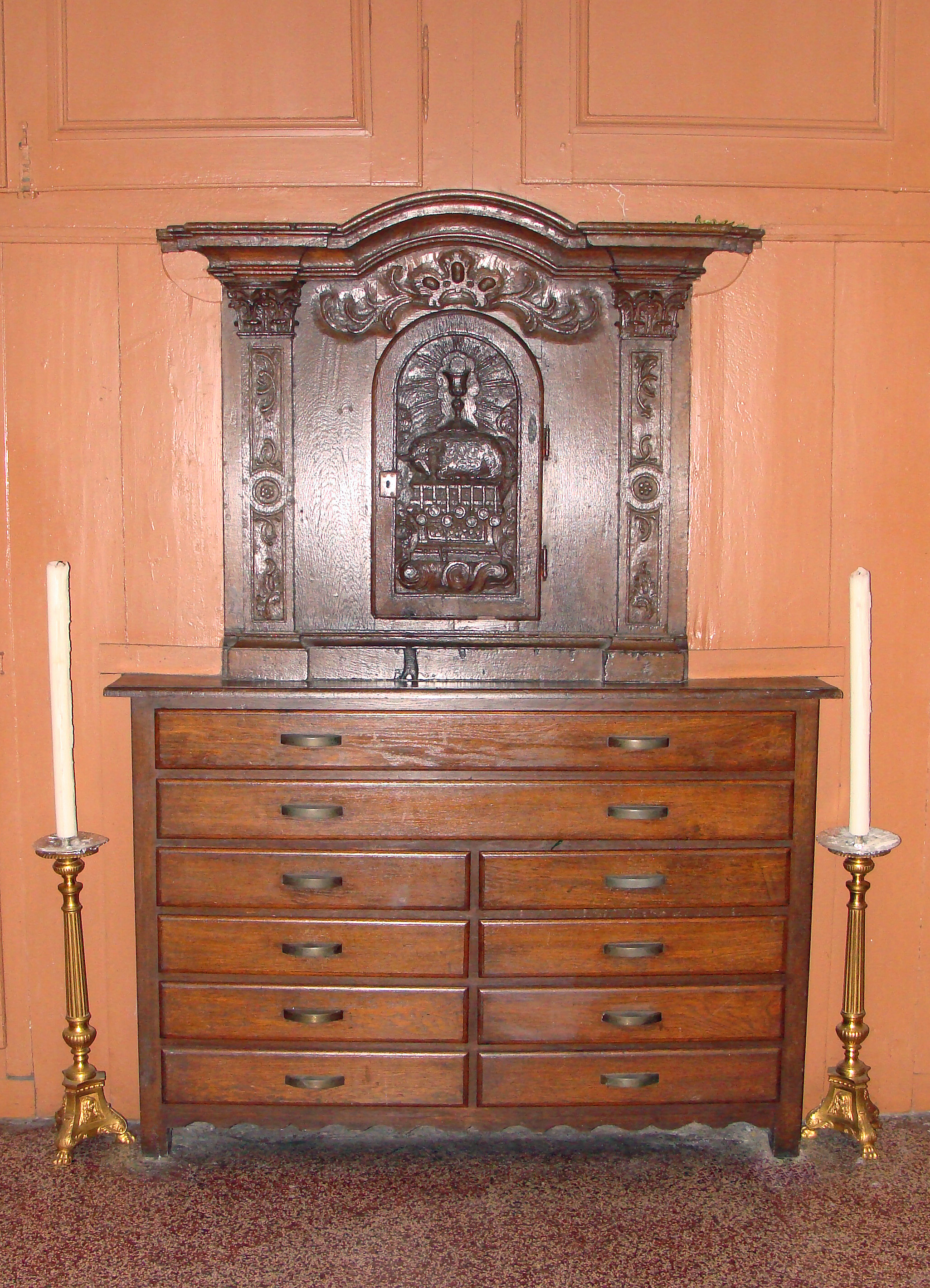
Tabernacle XVIIIe

Deux sacristies encadrent le chœur. Elles sont éclairées par des vitraux anciens datant de 1882 qui représentent dans la sacristie Nord : la remise des clefs à Saint Pierre (apôtre) par Jésus Christ et l'apparition de l'Immaculée Conception à Sainte Bernadette à Lourdes ; dans la sacristie Sud : Sainte famille avec Jean-Baptiste enfant et Sainte Marguerite-Marie Alacoque et le Sacré-Cœur de Jésus.
Le mobilier est ancien.
Dans la sacristie Nord a été transféré le tabernacle en bois du XVIIIe en provenance de l’ancien autel du chœur. Il porte une sculpture représentant l’Agnus Dei. Cette sacristie comporte une entrée donnant sur le cimetière.

### Les orgues

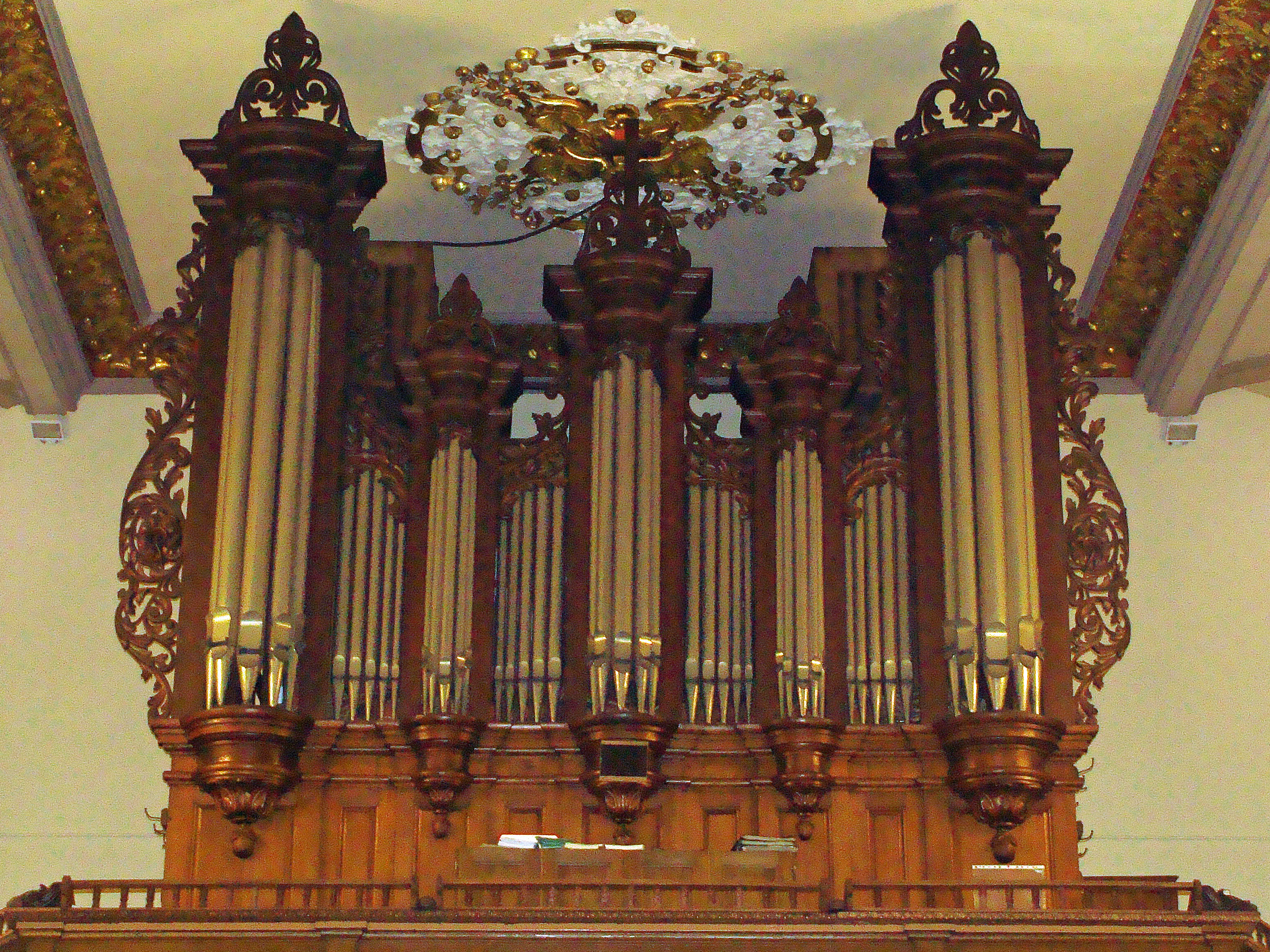
Grandes orgues de 1874

Les grandes orgues datent d’août 1874 et ont été construites par Müller (facteur d’orgues à Rehlingen en Sarre). Elles comprenaient alors 13 registres avec pédalier indépendant. Elles ont été  agrandies en 1882 par Georges Krempf et Nicolas Verschneider de Rémering qui sculptèrent le beau buffet en chêne toujours en place. L’instrument qui était mécanique comptait 21 jeux, distribués sur deux claviers de 54 touches chacun et un pédalier de 18 touches.
Les orgues ont été restaurés en 1923 grâce à une riche donation.
En 1938 Haerpfer et Ermann, facteur d’orgues à Boulay, restaurent à nouveau l’instrument et élèvent le nombre de registres à 25. L’instrument restauré fut béni le 4 décembre 1938 par Monseigneur Heinz, évêque de Metz, en présence du curé Jaeger et de nombreux paroissiens.
En 1979 la manufacture d’orgues Willy Meurer de Rohrbach-lès-Bitche procède à une nouvelle restauration. La traction de l’instrument qui était pneumatique est transformée en électromécanique. Le nombre de registres est porté à 28 jeux distribués sur de 2 claviers de 56 touches chacun et d’un pédalier de 30 notes.
L’inauguration des grandes orgues rénovées eut lieu lors de la fête du Christ Roi de l’Univers, le 25 novembre 1979. Le parrain et la marraine en furent l’organiste Joseph Detemple et Marie-Thérèse Henry, fille de l’organiste Marcel Henry. Le choral d'ouverture fut joué par l'organiste Bernadette Sallerin. Le concert inaugural fut donné par l’organiste Norbert Pétry accompagné des chorales de L'Hôpital et d’Überherrn.

### Les cloches

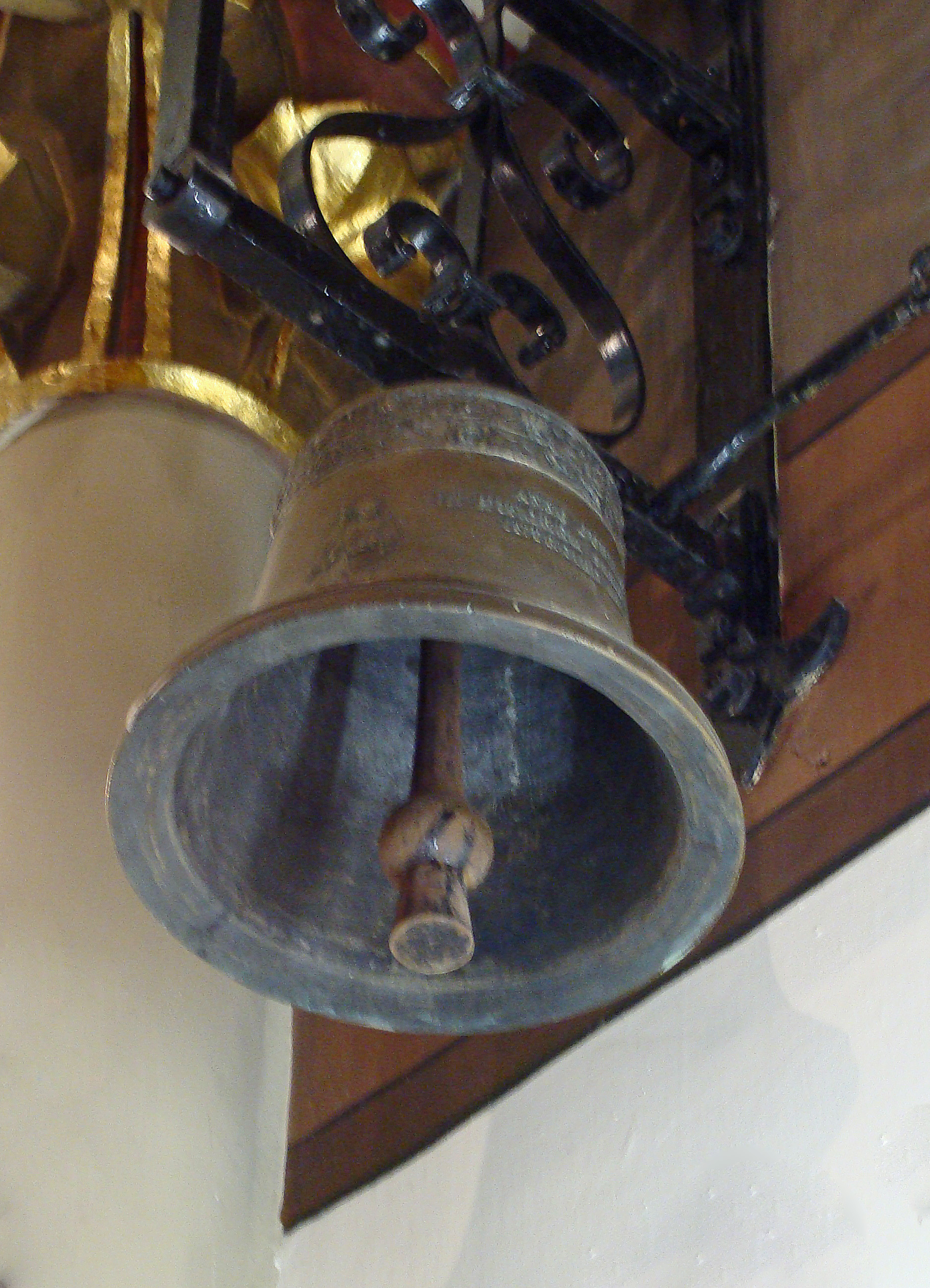
Cloche Saint Tarcisius martyr, cloche du chœur

Les archives de la paroisse indiquent que le 28 août 1767 a eu lieu la bénédiction des deux cloches (Sol et Do) par l'abbé Claude, curé de Marange et archiprêtre de Saint-Avold. Ces cloches historiques n'existent plus.
Le 26 juin 1917, lors de la Première Guerre Mondiale, l’empire allemand dépose deux cloches d’importance nommées « Marie » et « Joseph ». En 1922, on restaure la sonnerie en ajoutant 4 cloches dont 3 vont de nouveau être "réquisitionnées" par l'occupant allemand en 1943. En 1950, on restaure la sonnerie en installant 5 cloches. La cloche restante de 1922 est transférée dans la nouvelle église de la cité La Colline.
La sonnerie actuelle comprend cinq cloches de volée coulées en présence du curé Charles Krummenacker et du député-maire Jean-Pierre Sauder le 19 janvier 1950 par la fonderie Cornille-Havard de Villedieu-les-Poêles (Manche) d’un poids total de 8 065 kg. Arrivée à l'atelier du Puits 2 de L'Hôpital le 4 avril 1950, la réception de la sonnerie de cloches fut faite le lundi de Pâques 10 avril 1950. Elle a été inaugurée le 16 avril 1950 par monseigneur Heintz, évêque de Metz.
Composition de la sonnerie:
Sacré Cœur de Jésus (Do) de 2 819 kg ; Immaculée Conception (Ré) de 1 995 kg ; Saint Nicolas (Mi) de 1 388 kg ; Sainte Barbe (Fa) de 1 388 kg ; Sainte Jeanne d'Arc (Sol) de 1 093 kg.
Une sixième cloche dédiée à saint Tarcisius, martyr (Do) de 16 kg est suspendue au-dessus de la porte de la sacristie Sud et assure le début des offices religieux. Une petite cloche se trouve au-dessus de la porte de la sacristie Nord.
La cloche rescapée de 1922 provenant de l'église Saint-Nicolas se trouve actuellement dans le clocher de l'église catholique Sainte-Thérèse de l'Enfant Jésus de la cité La Colline (construite en 1950).

### Les fresques du chœur
Les quatre fresques ont été réalisées lors des travaux de restauration entrepris au lendemain de la Seconde Guerre Mondiale par Robert Maillard en 1951 sur modèles plus anciens. Elles représentent des scènes de l'Ancien Testament.

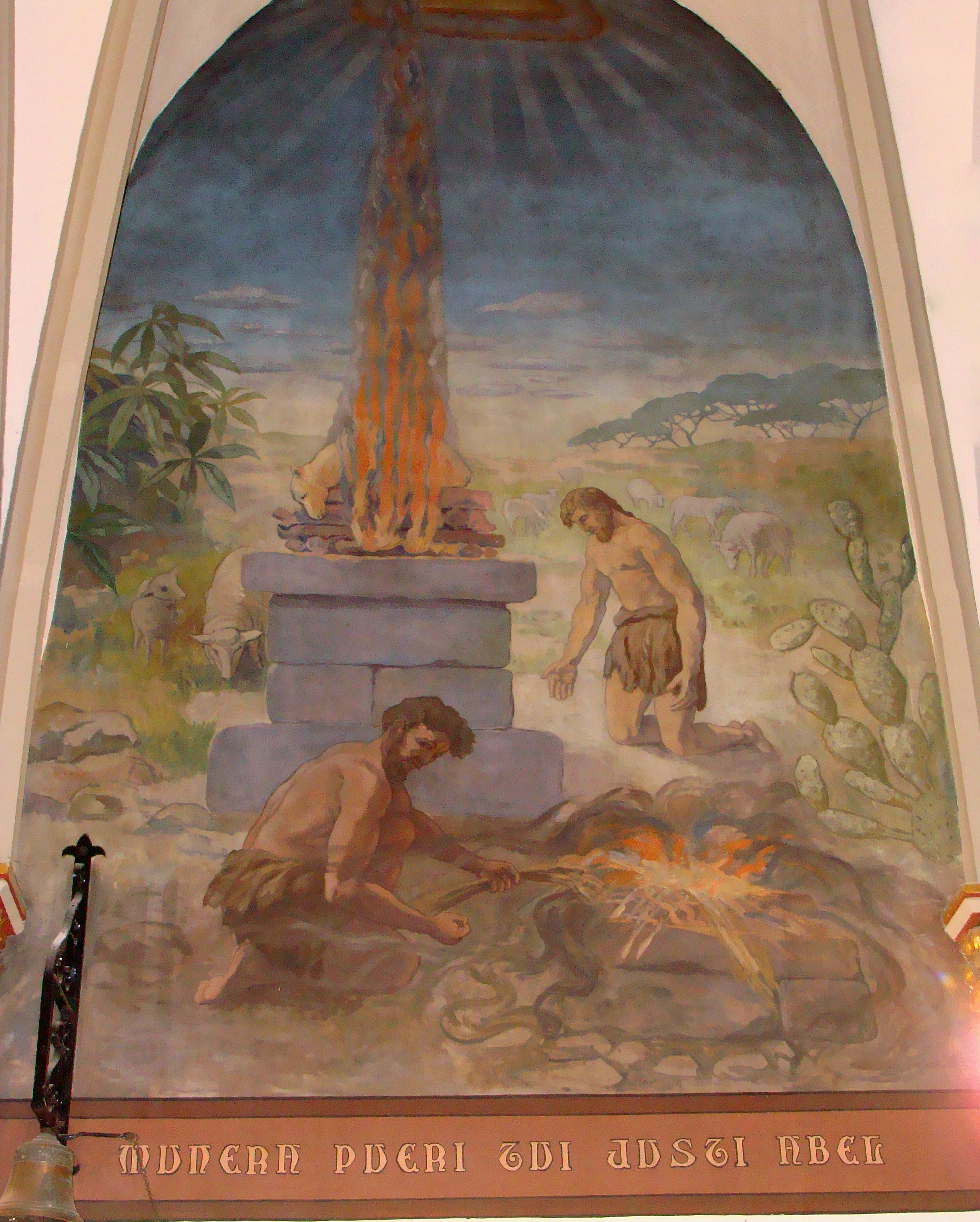
Le sacrifice de Caïn et Abel
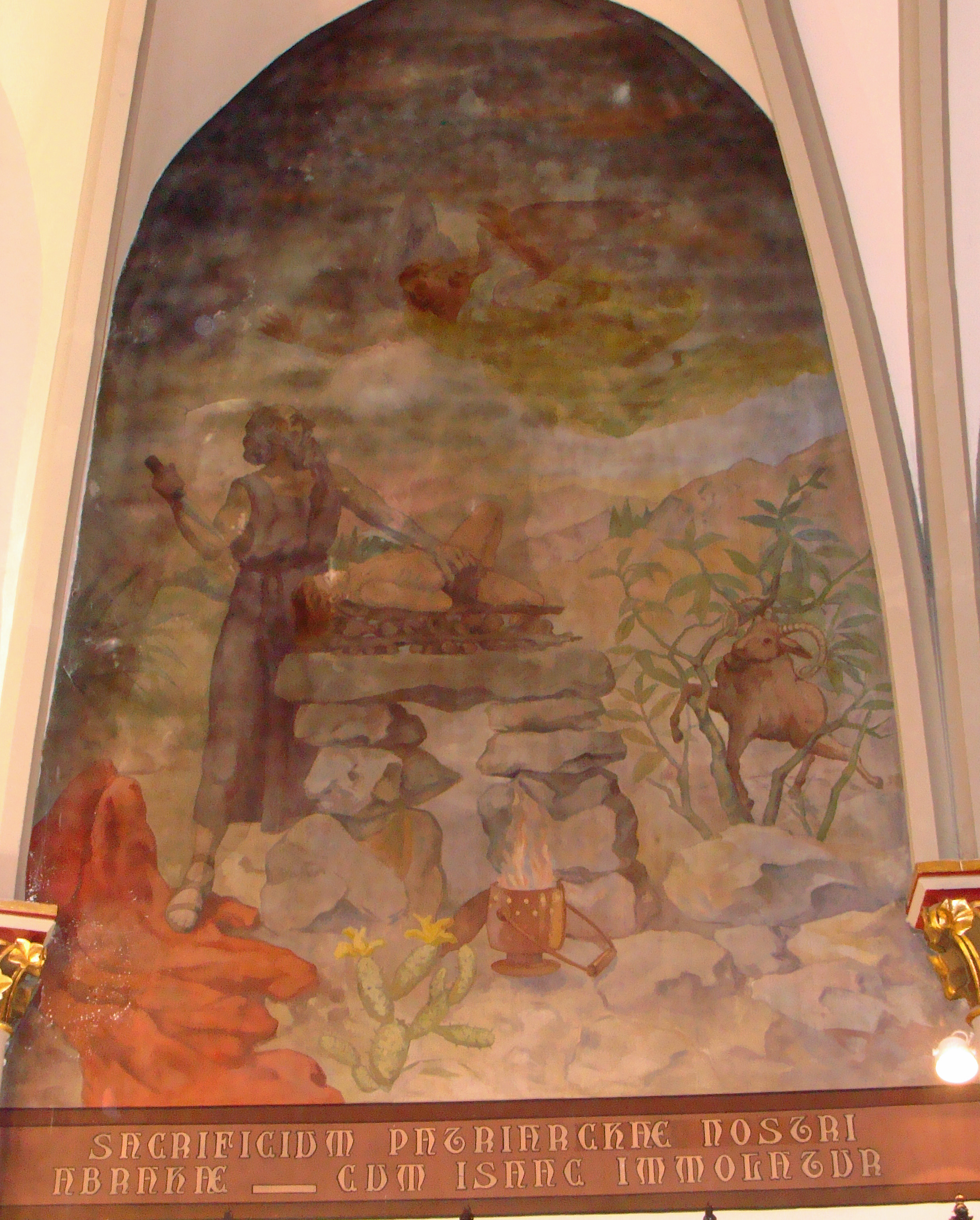
Le sacrifice d'Abraham
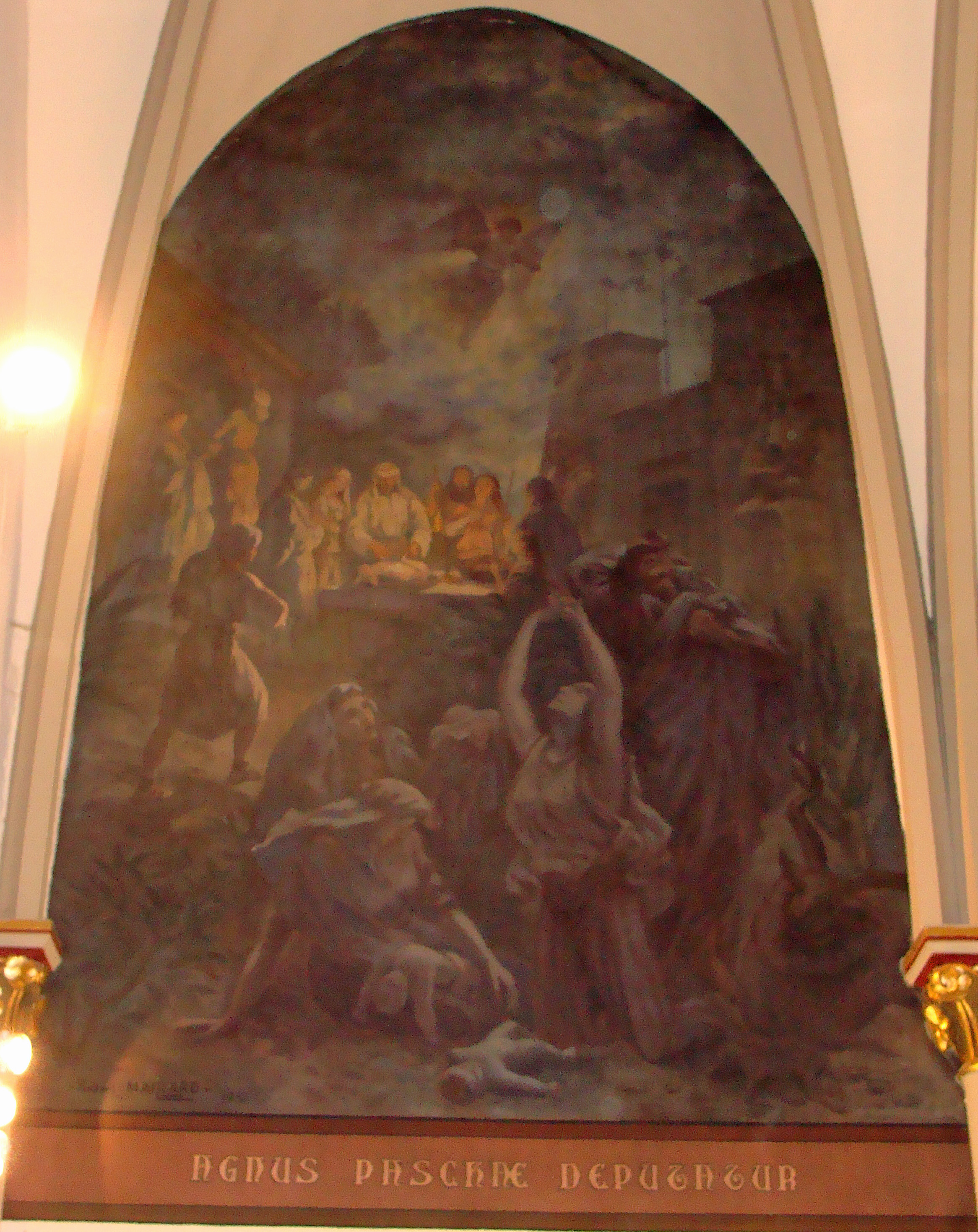
Le sacrifice de l'Agneau Pascal
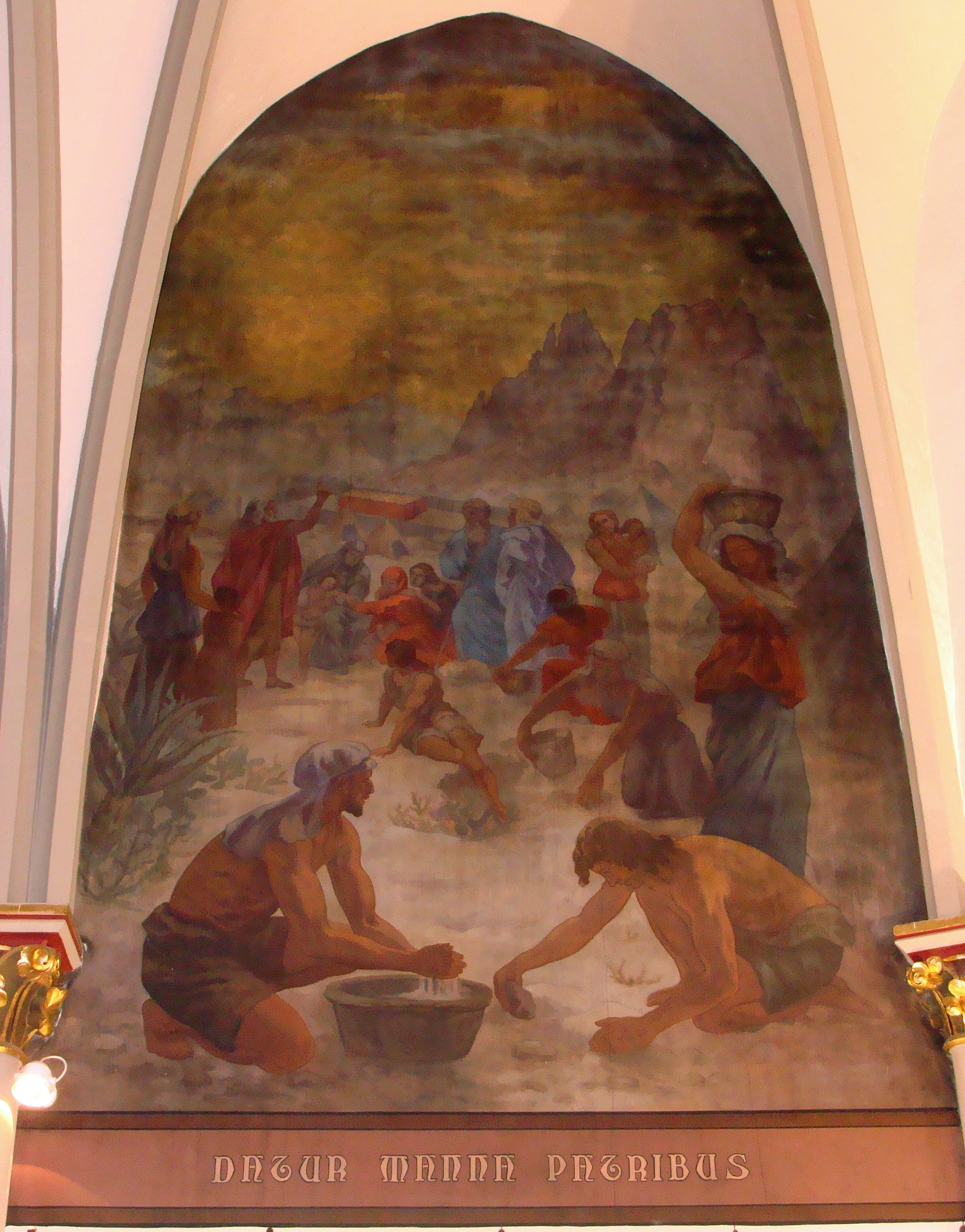
La récolte de la manne

### Les vitraux de 1882
Les vitraux du chœur (restaurés en 1949) et des sacristies ont échappé aux destructions et bombardements de la Seconde Guerre Mondiale. Ils datent de 1882.
Le vitrail de Sainte Barbe qui se trouve placé dans le chœur, est l'unique vitrail dédié à cette sainte du bassin houiller lorrain. Sainte Barbe est la patronne et protectrice des mineurs.
Le vitrail de Saint Nicolas qui se trouve dans le chœur, est dédié à saint Nicolas de Myre, patron de l'église et de son ancienne paroisse mais aussi de la Lorraine.

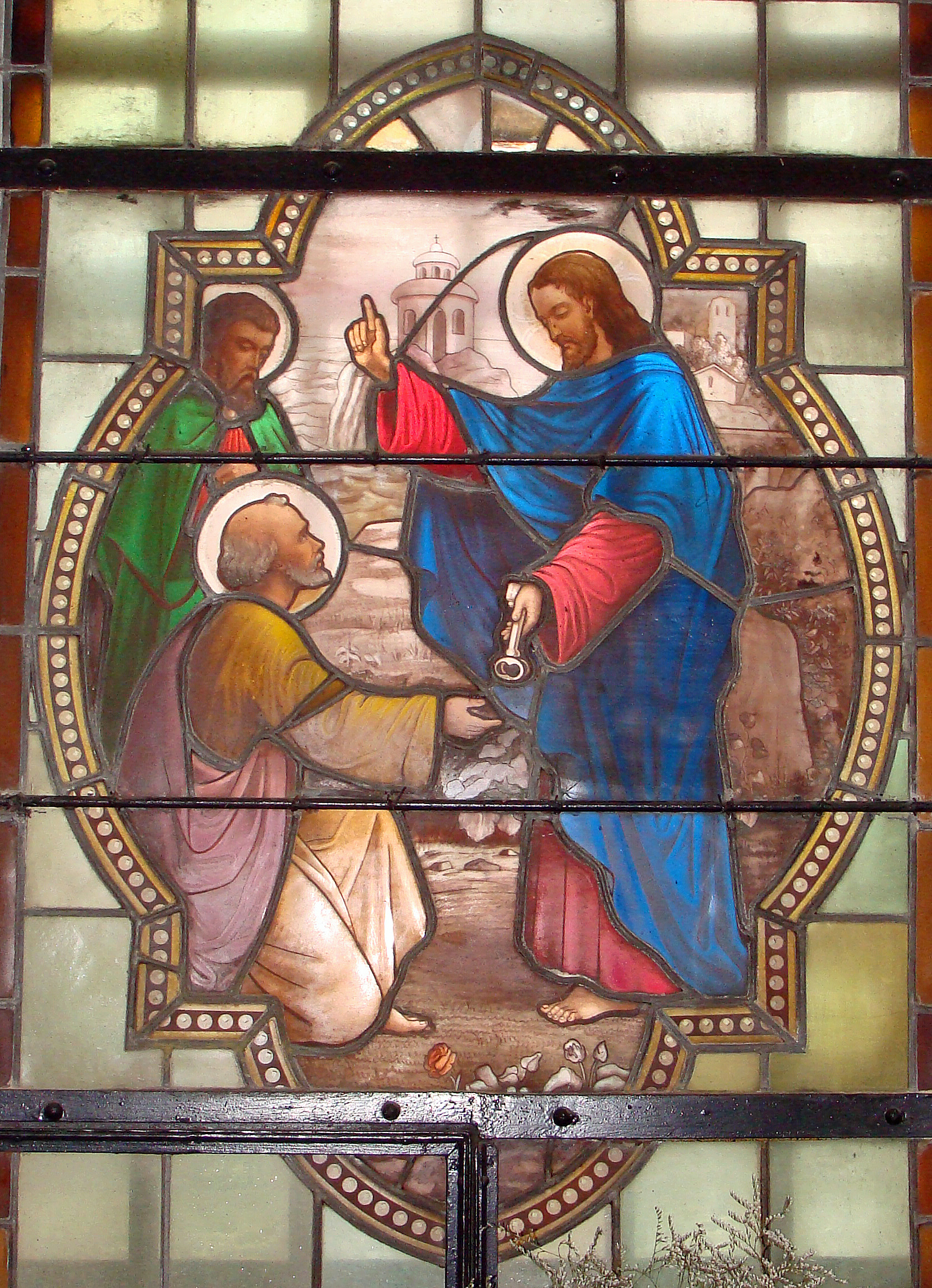
Vitrail de la sacristie Nord: remise des clefs à Saint Pierre (apôtre) par Jésus Christ
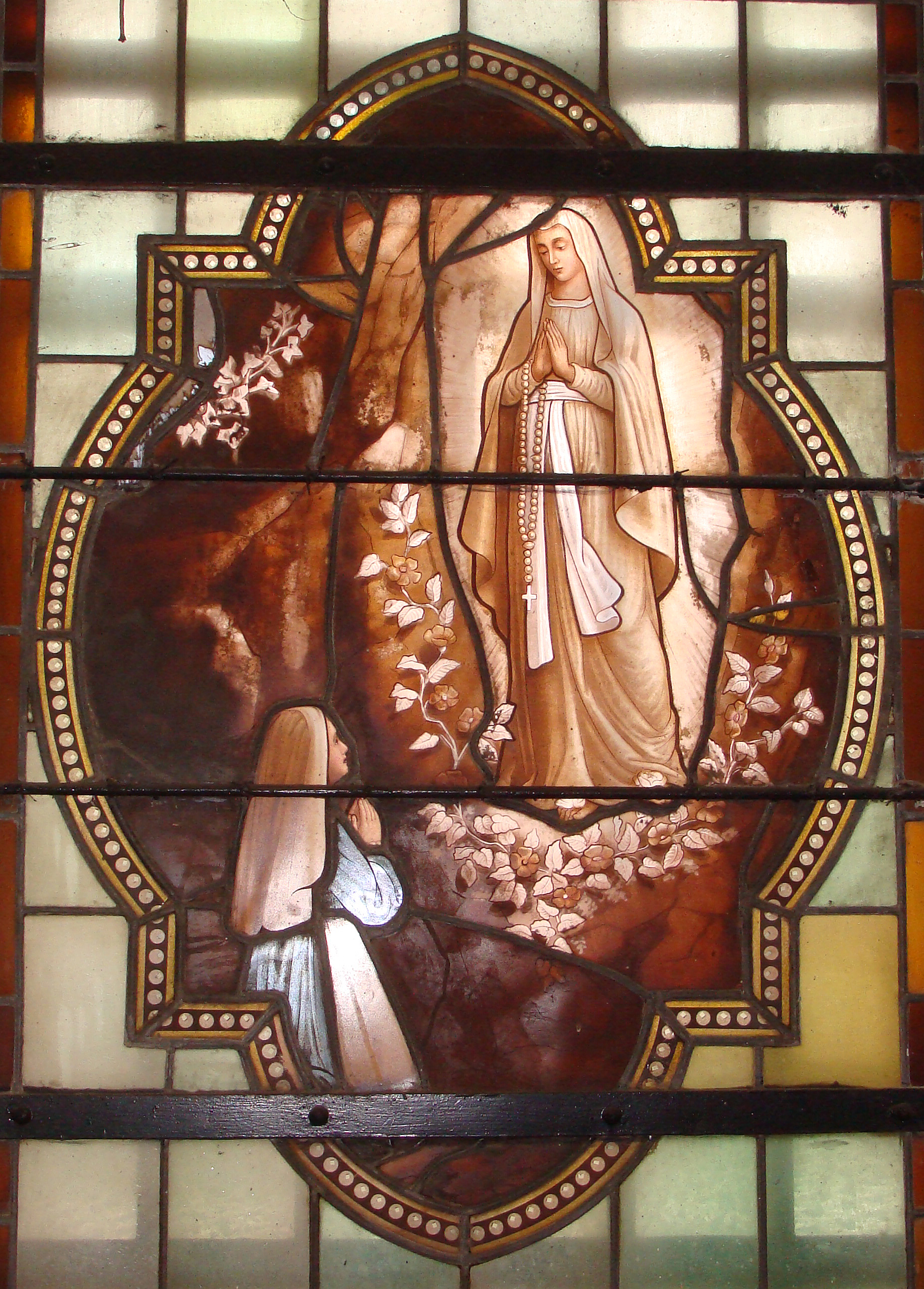
Vitrail de la sacristie Nord: l'apparition de l'Immaculée Conception à Sainte Bernadette à Lourdes
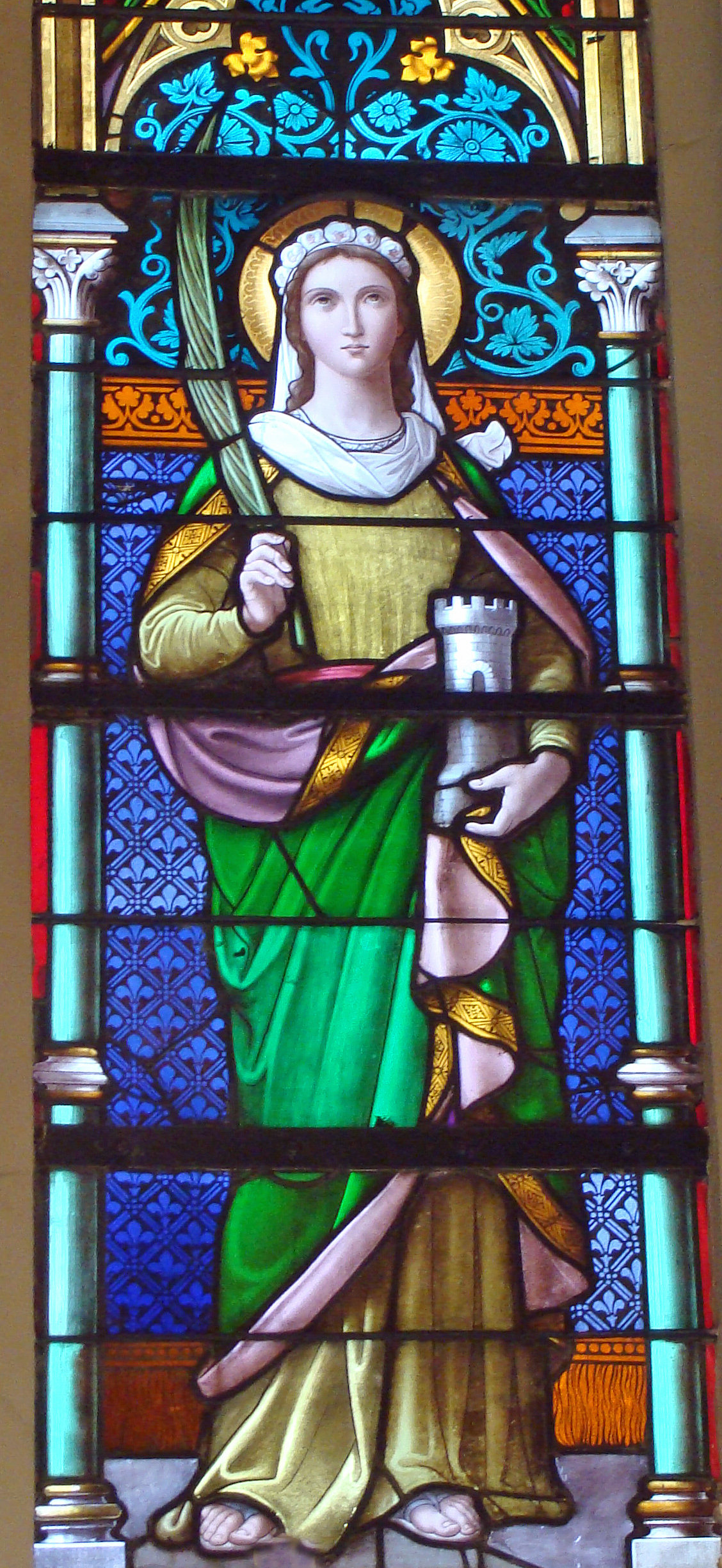
Vitrail du chœur: Sainte Barbe
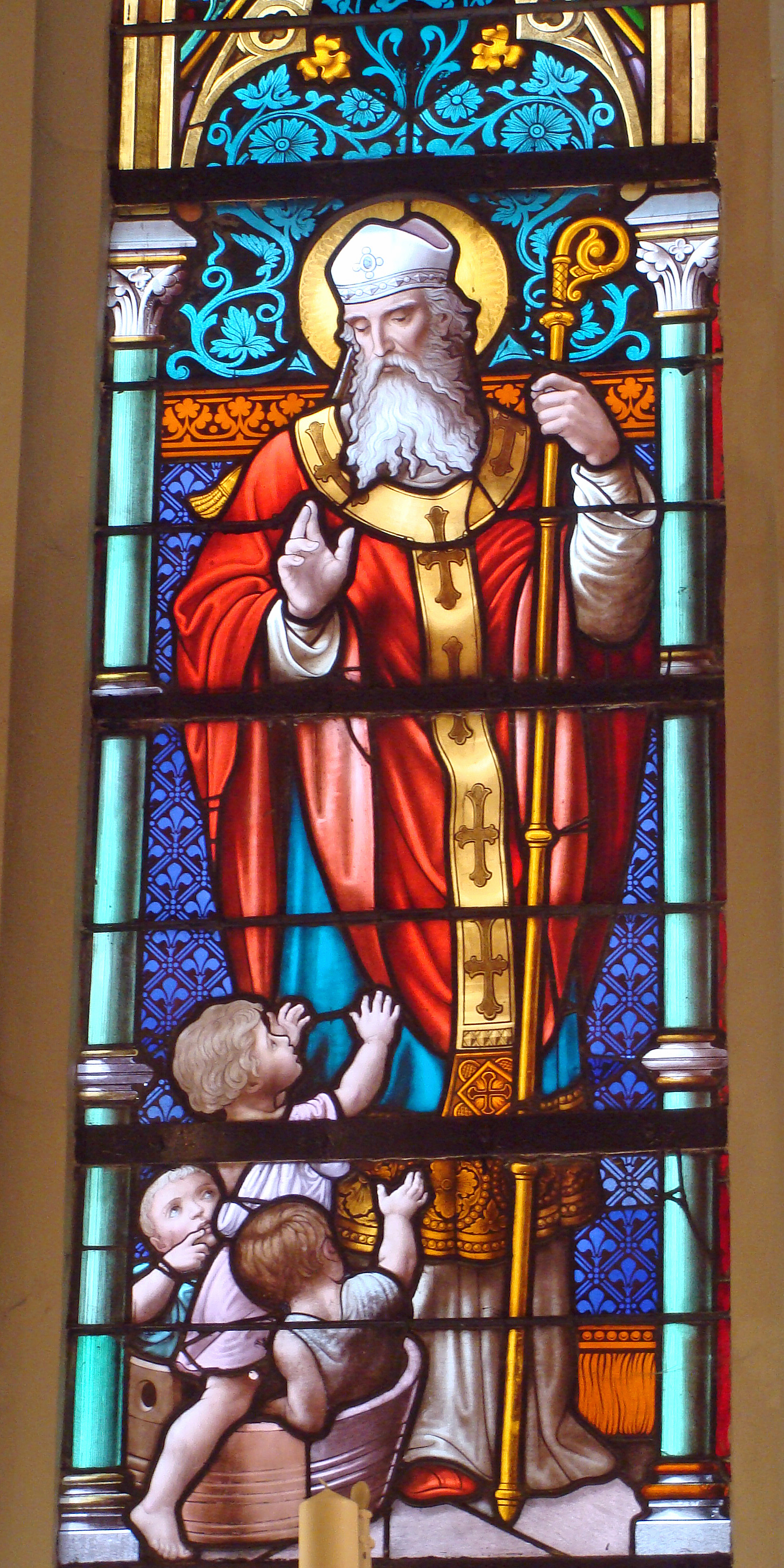
Vitrail du chœur: Saint Nicolas
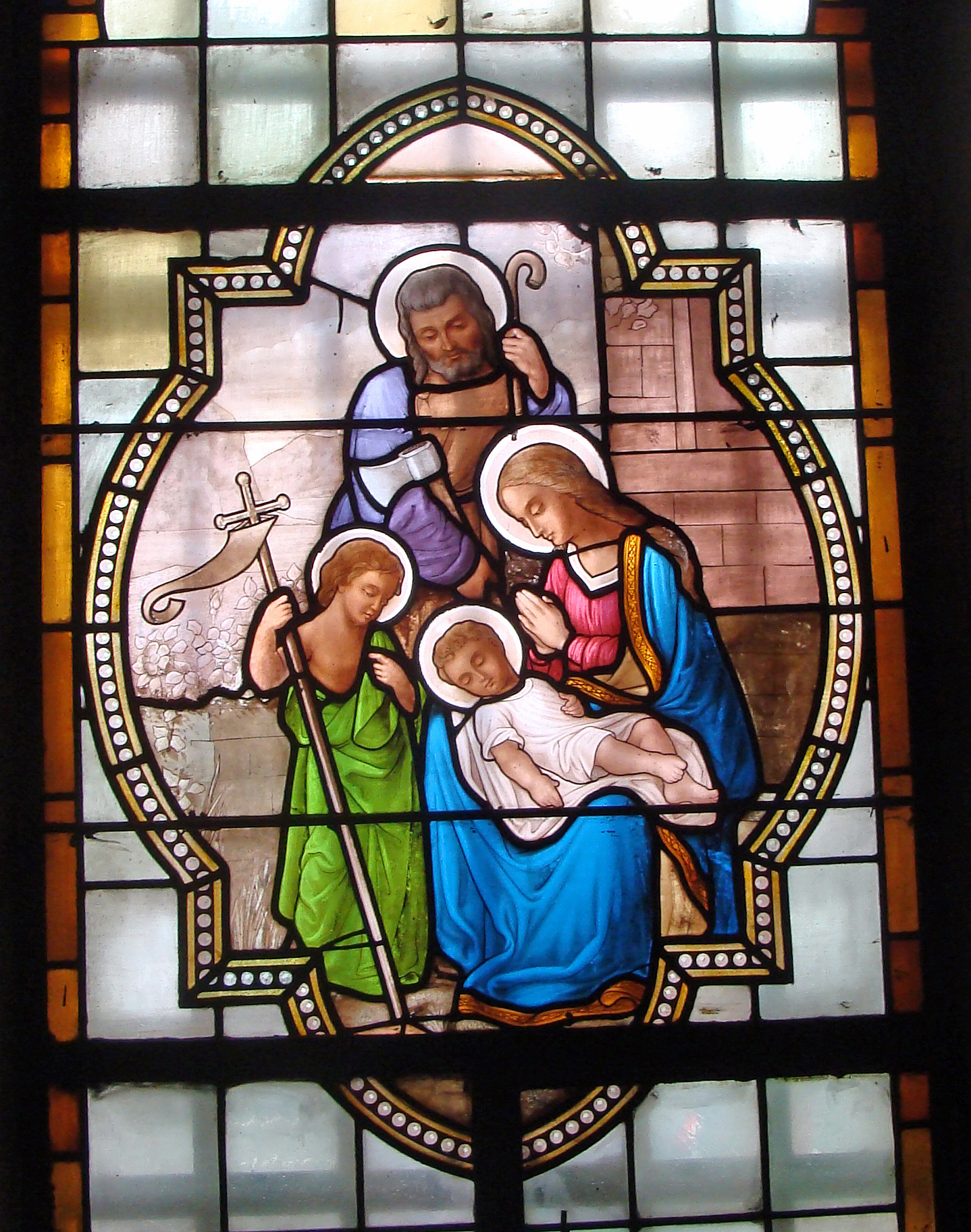
Vitrail de la sacristie Sud: Sainte famille avec Jean-Baptiste
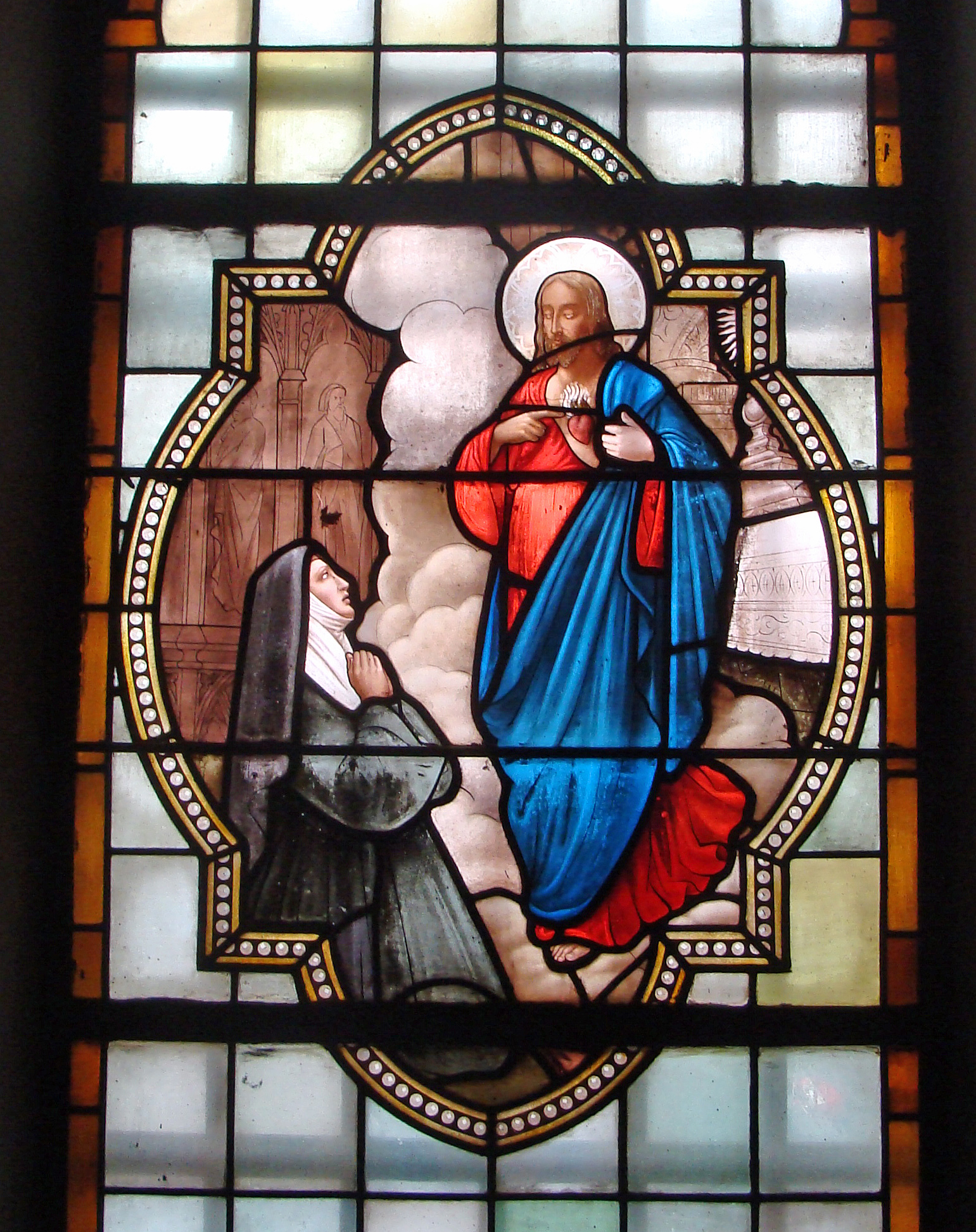
Vitrail de la sacristie Sud: Sainte Marguerite-Marie Alacoque et Jésus Christ

### Photographies de l'église Saint-Nicolas

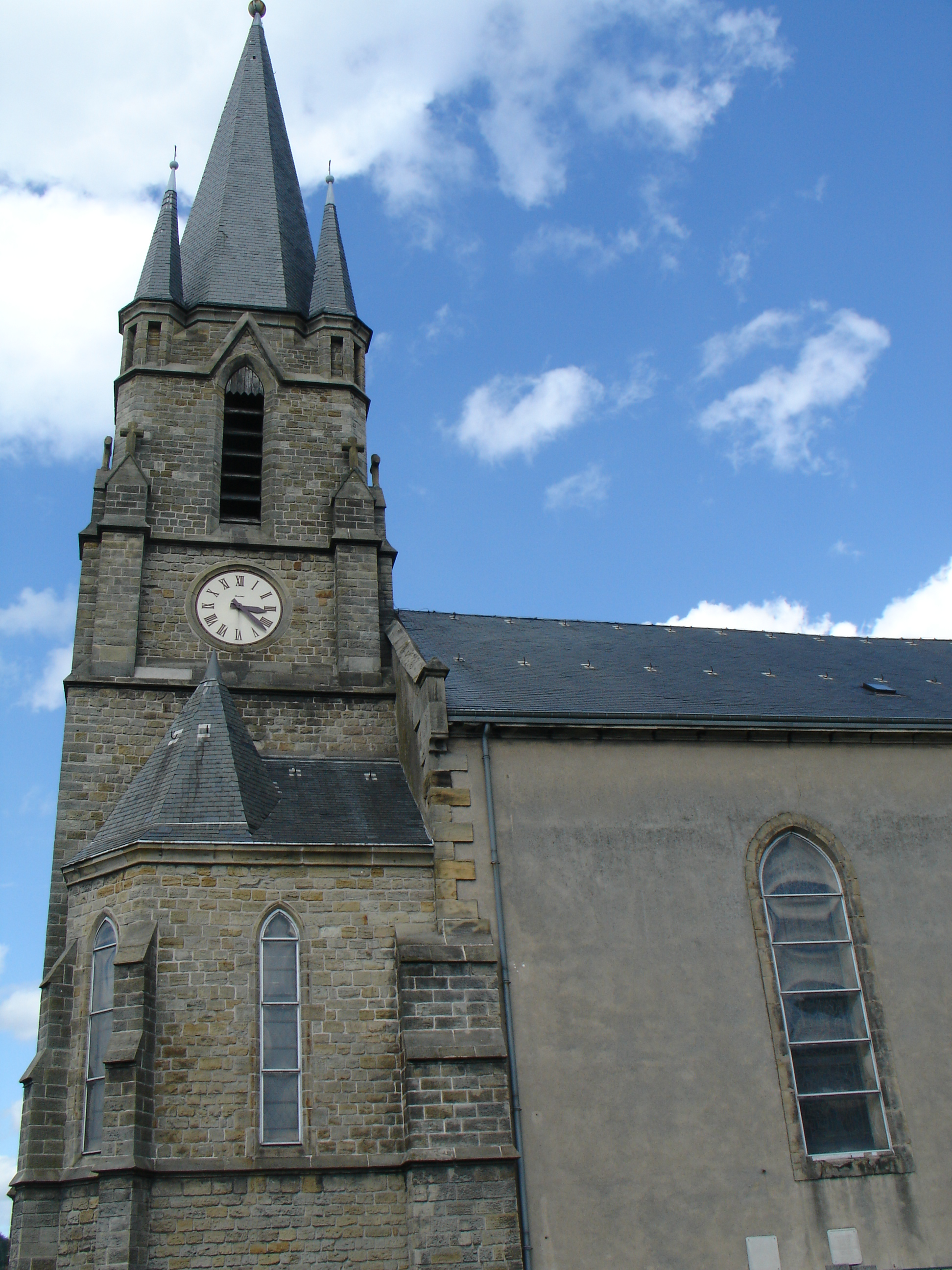
Le clocher
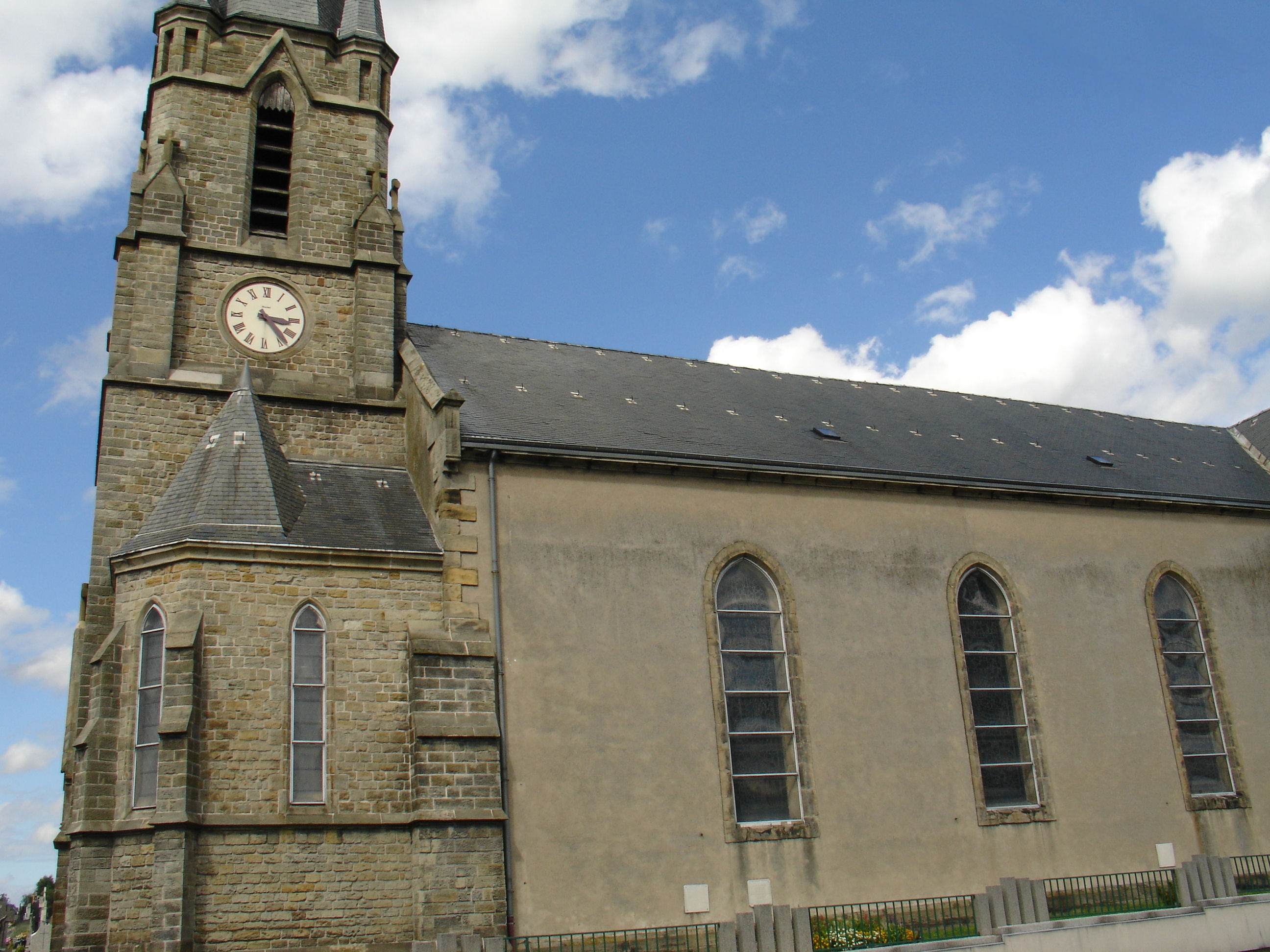
Base du clocher et nef de l'église
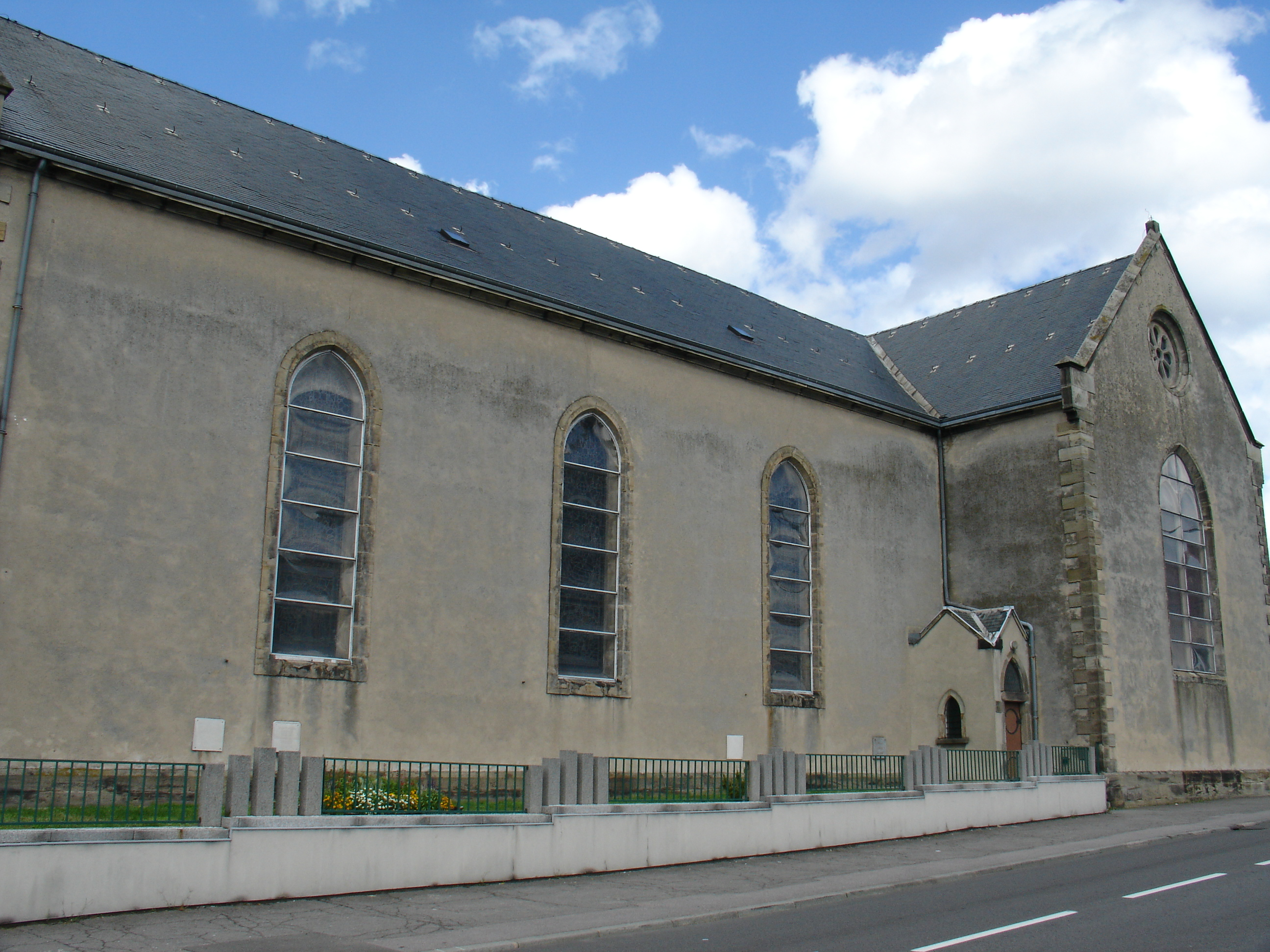
Nef et transept Sud avec entrée latérale
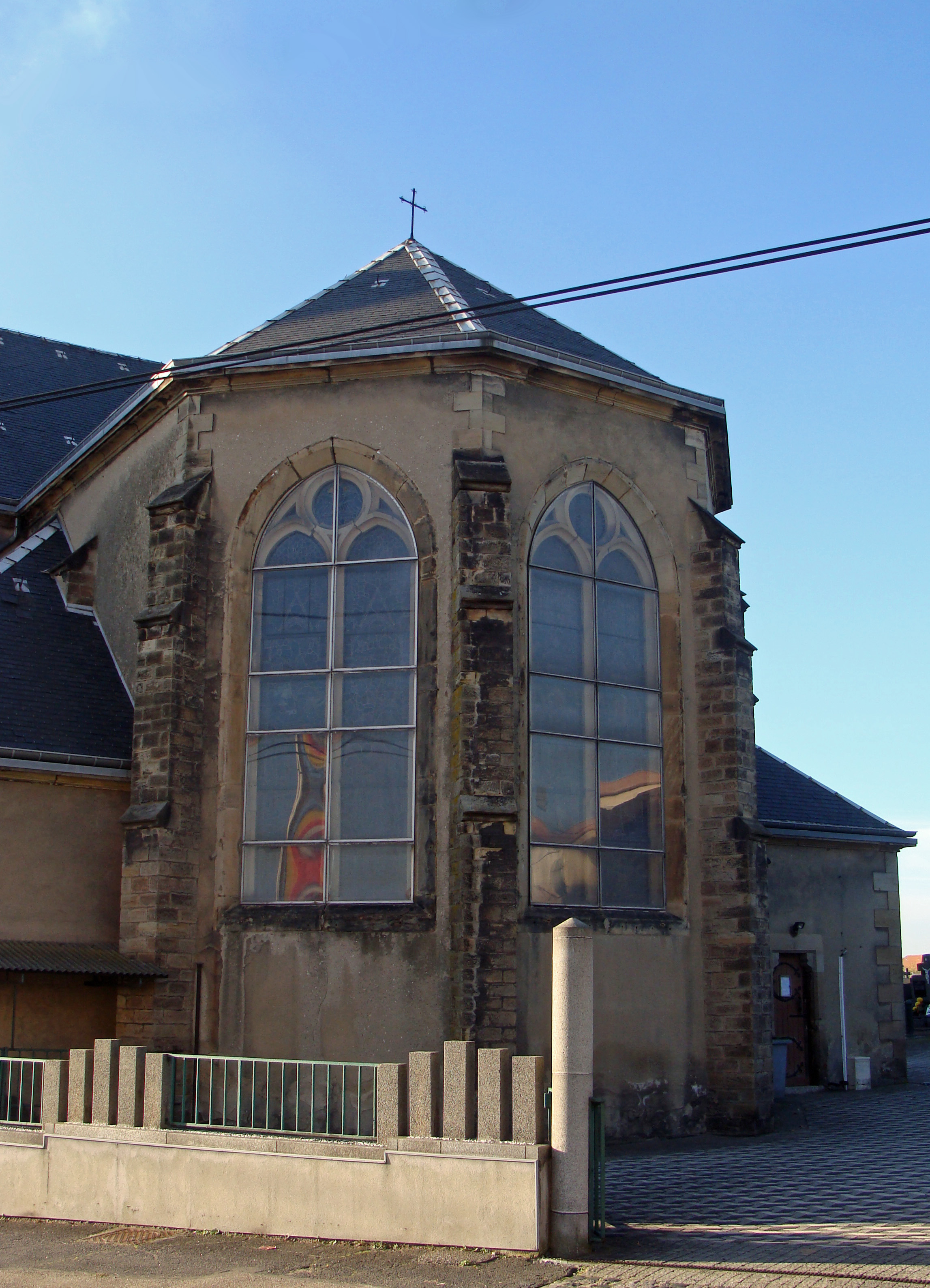
Chœur de l'église
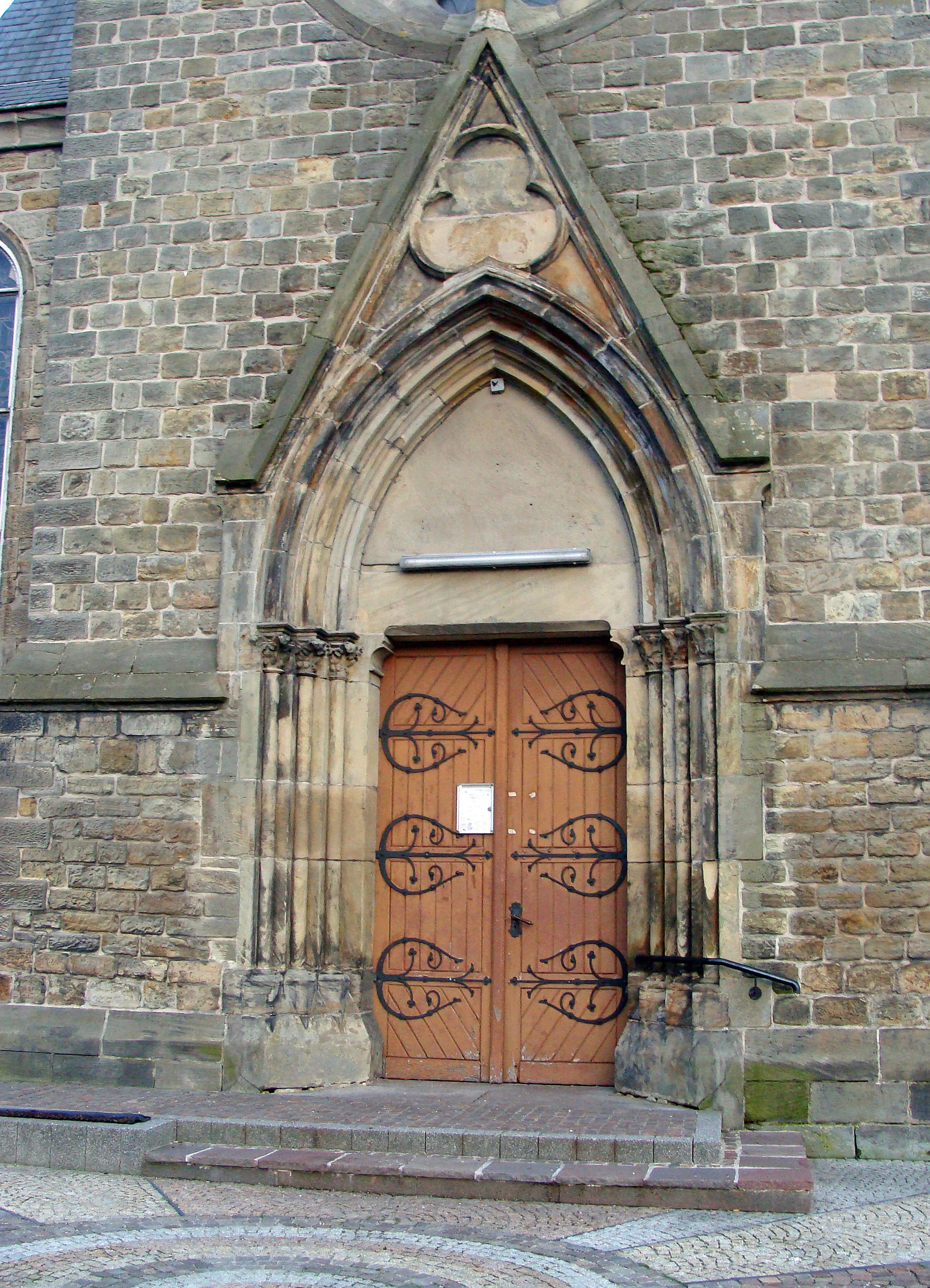
Entrée principale
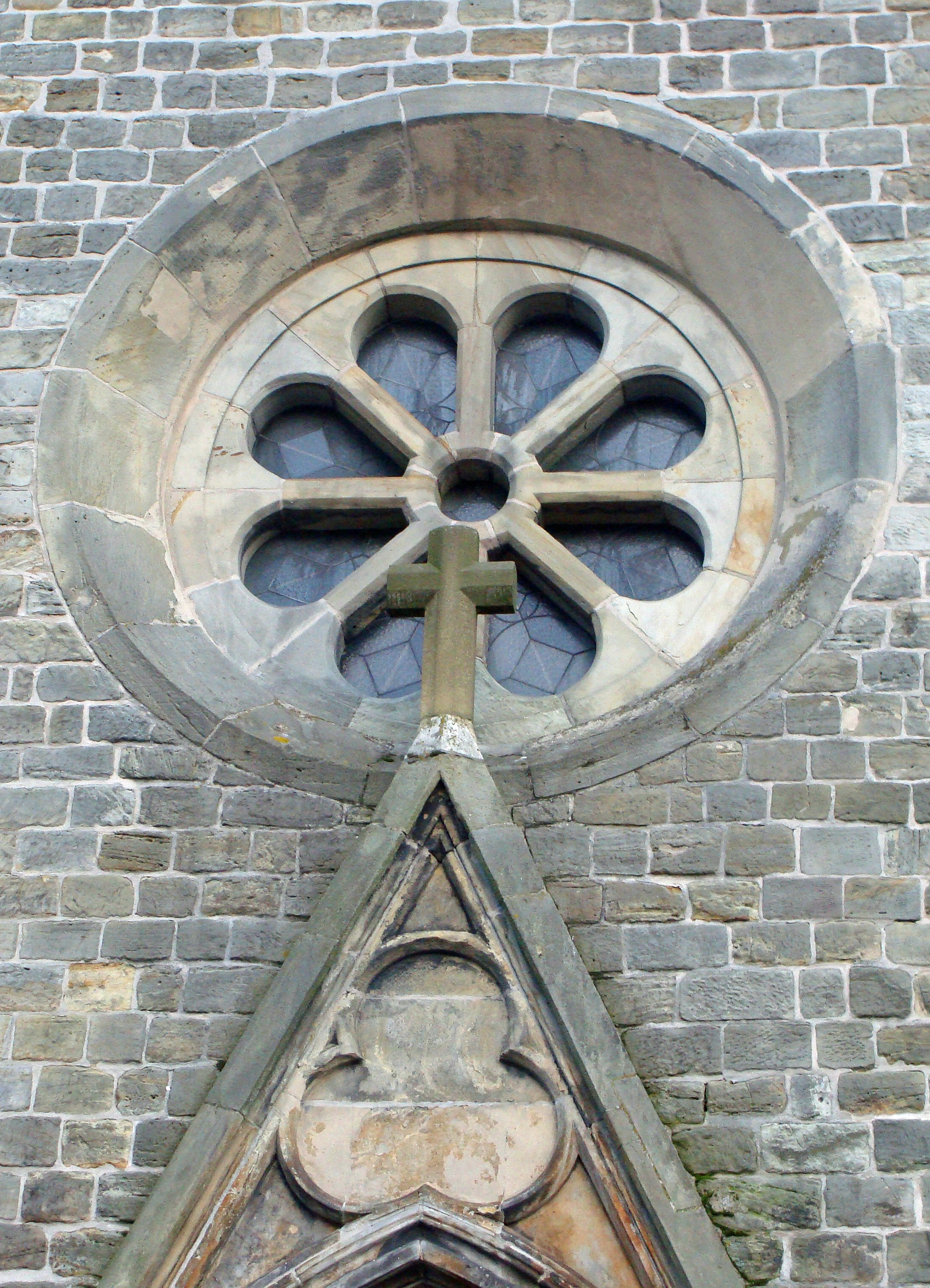
Rosace d'entrée
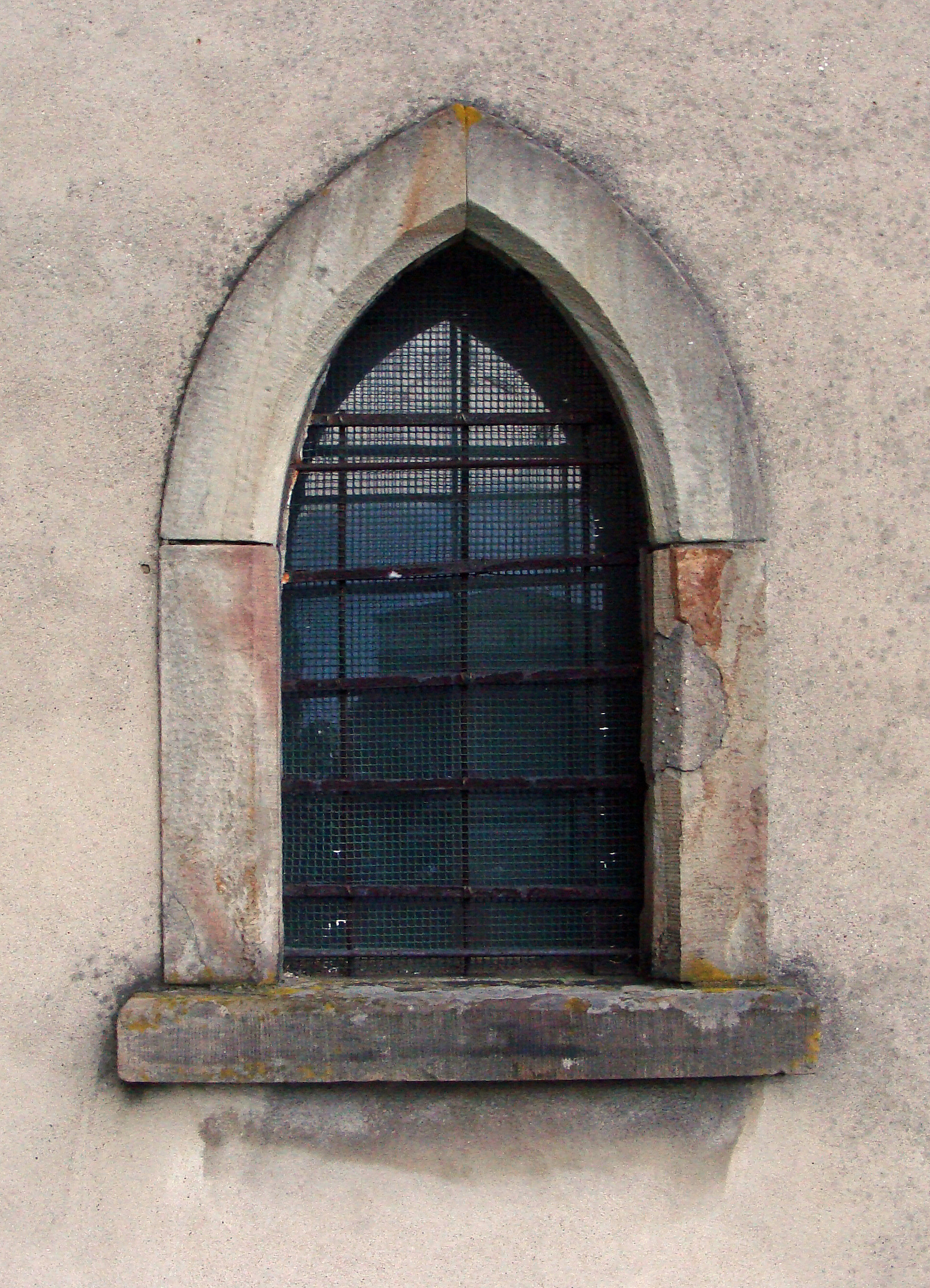
Fenêtre de l'entrée Sud
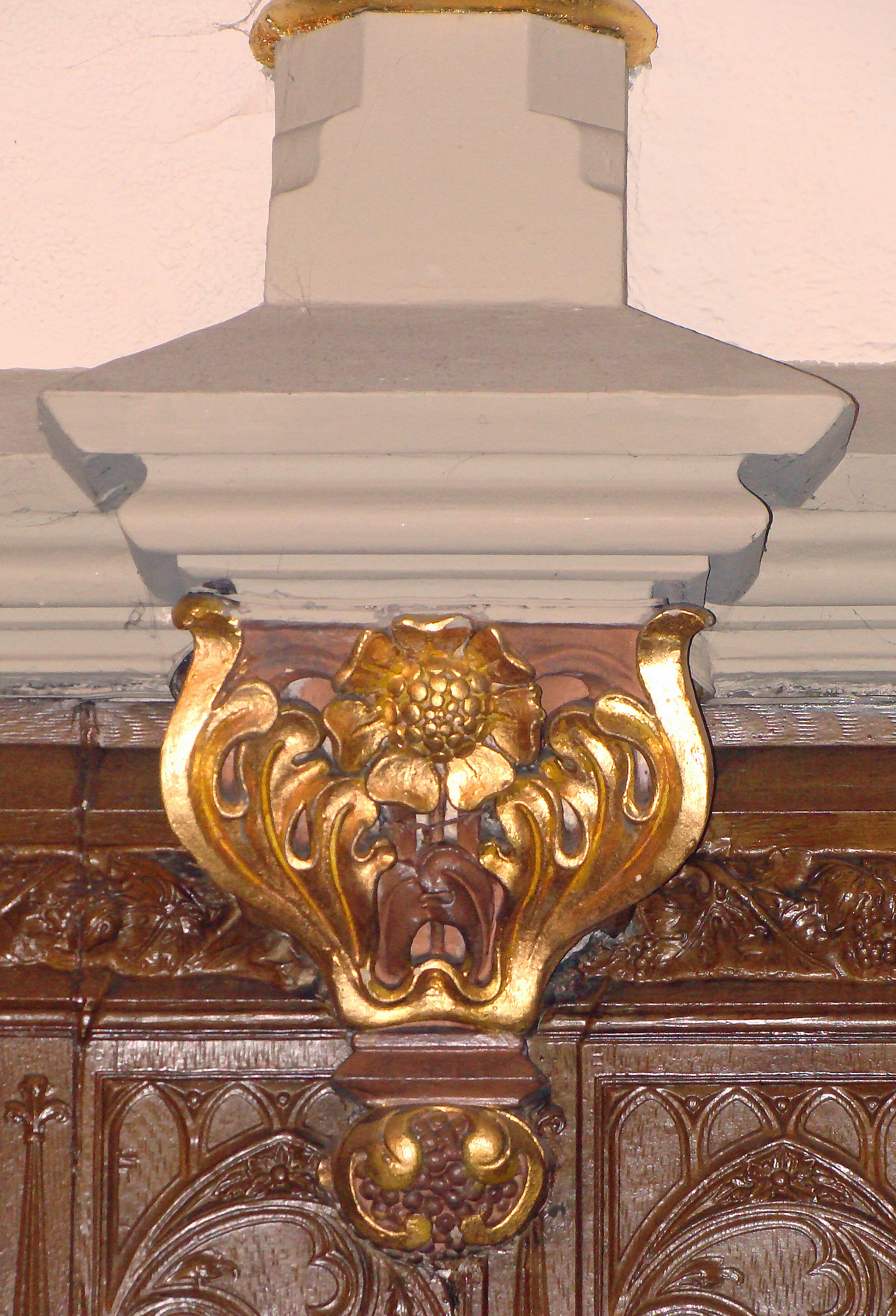
Pilastre de la nef
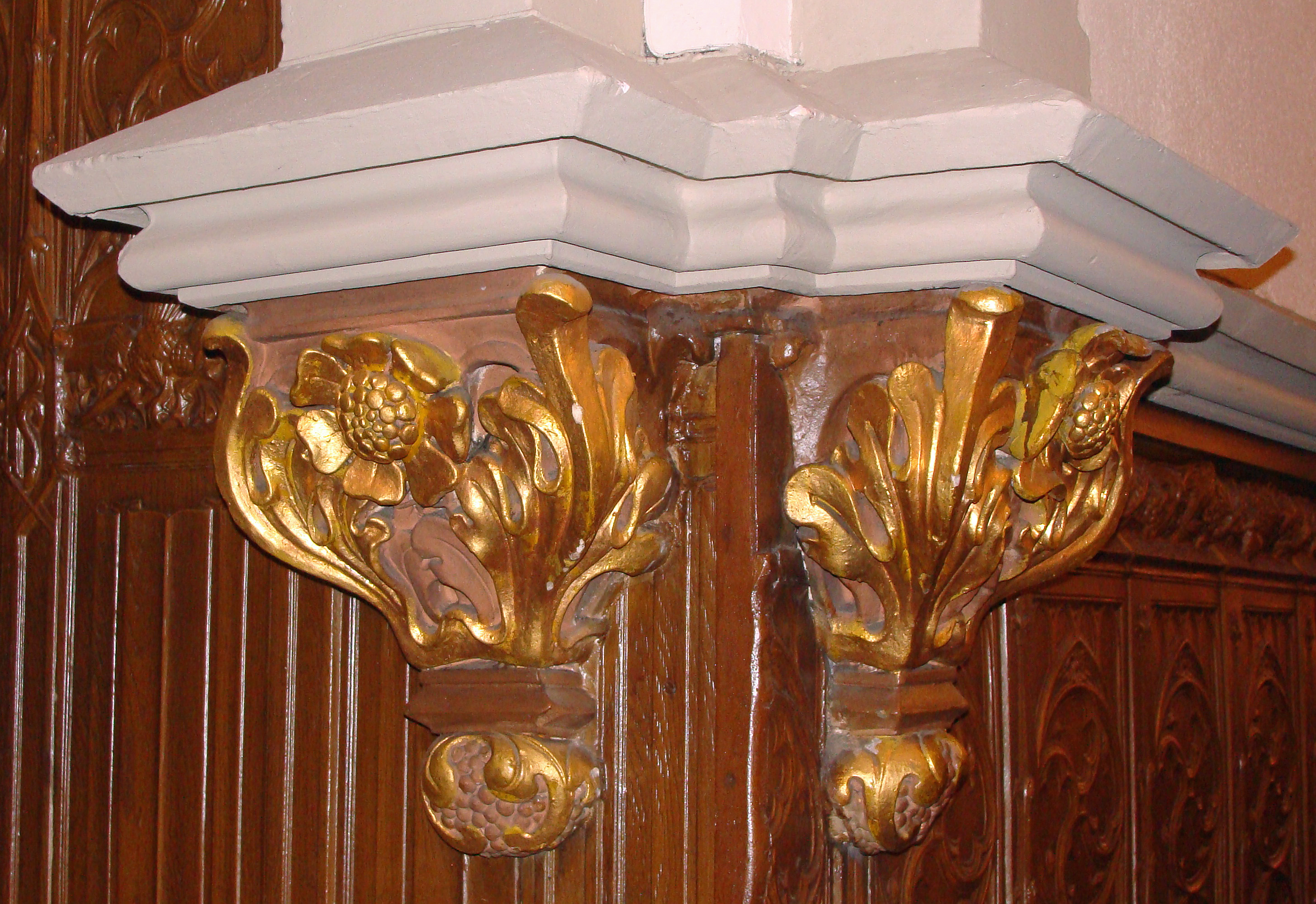
Pilastres du transept Nord
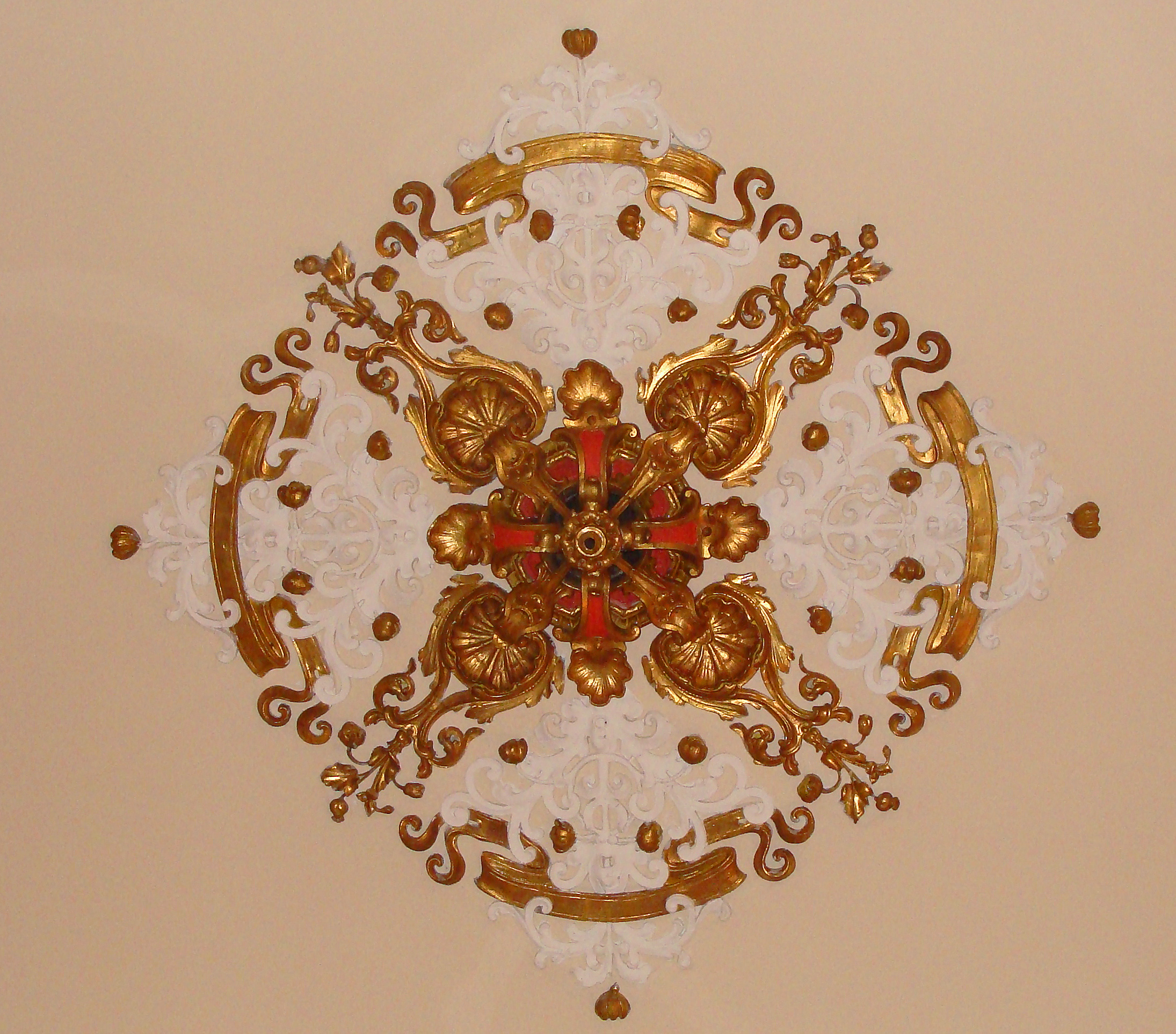
Stucs (plafond de la nef)
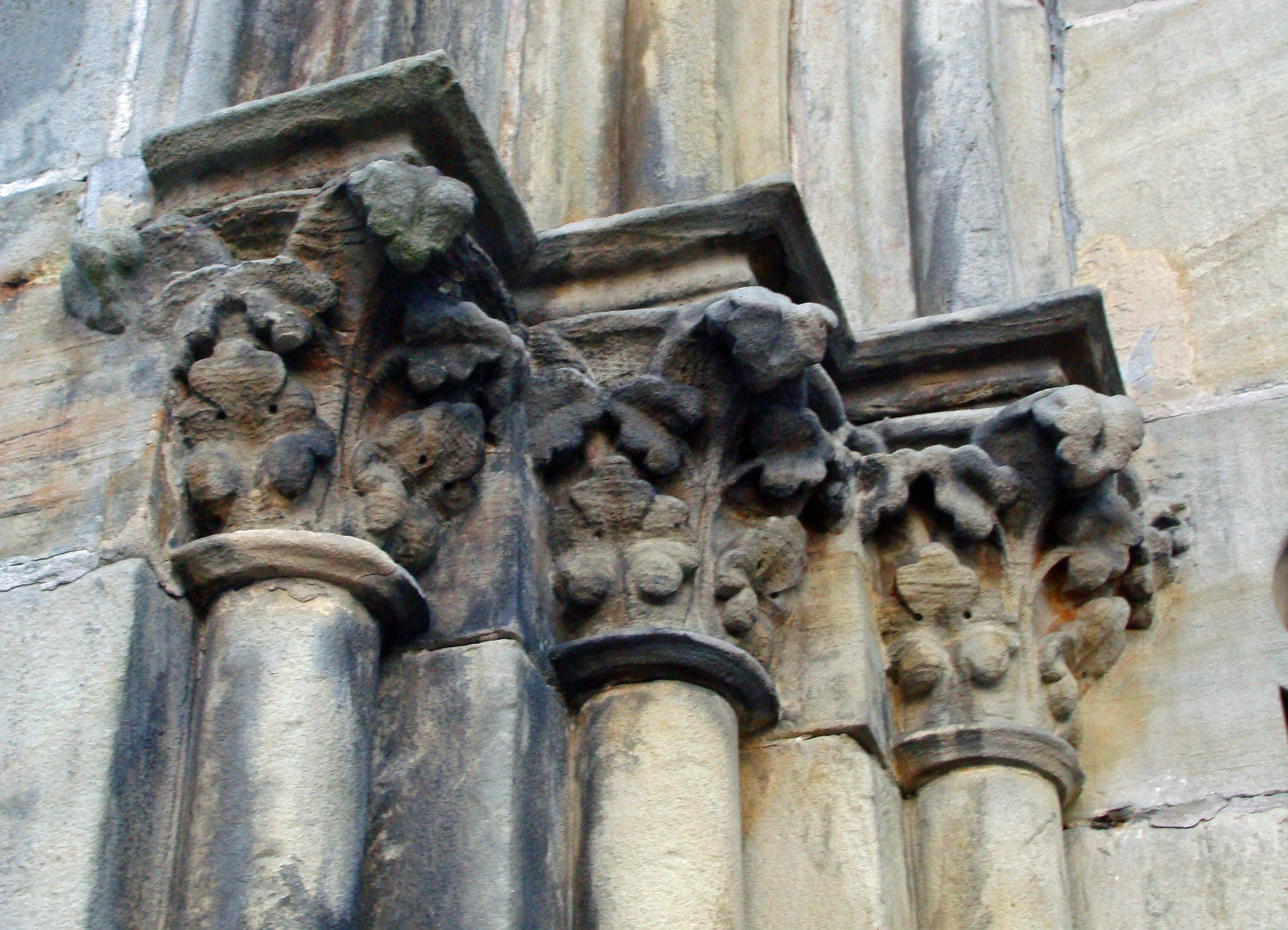
Détail des sculptures du porche représentant des feuilles de chêne
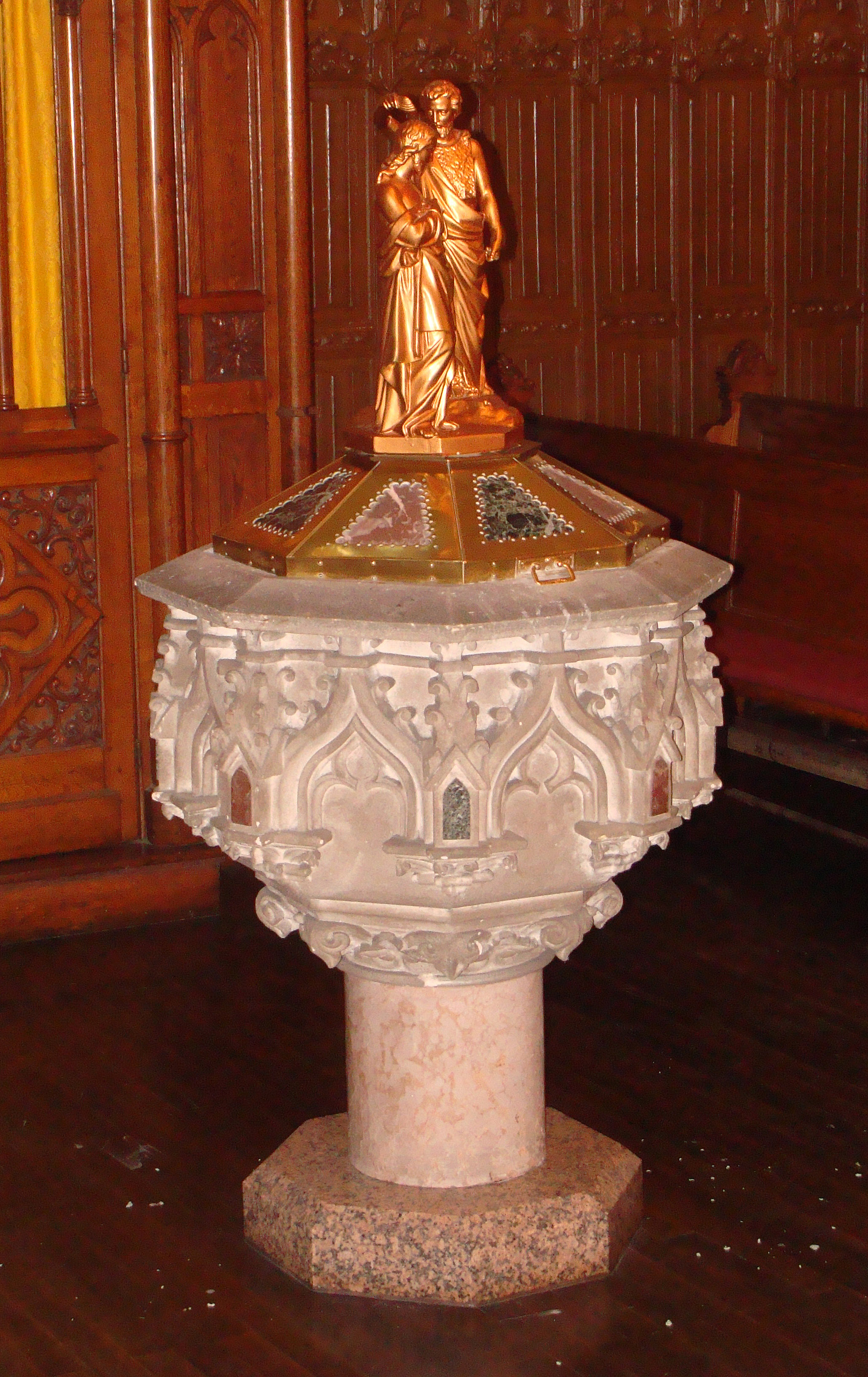
Le baptistère situé dans le transept Sud

## Le cimetière et les bâtiments adjacents à l'église

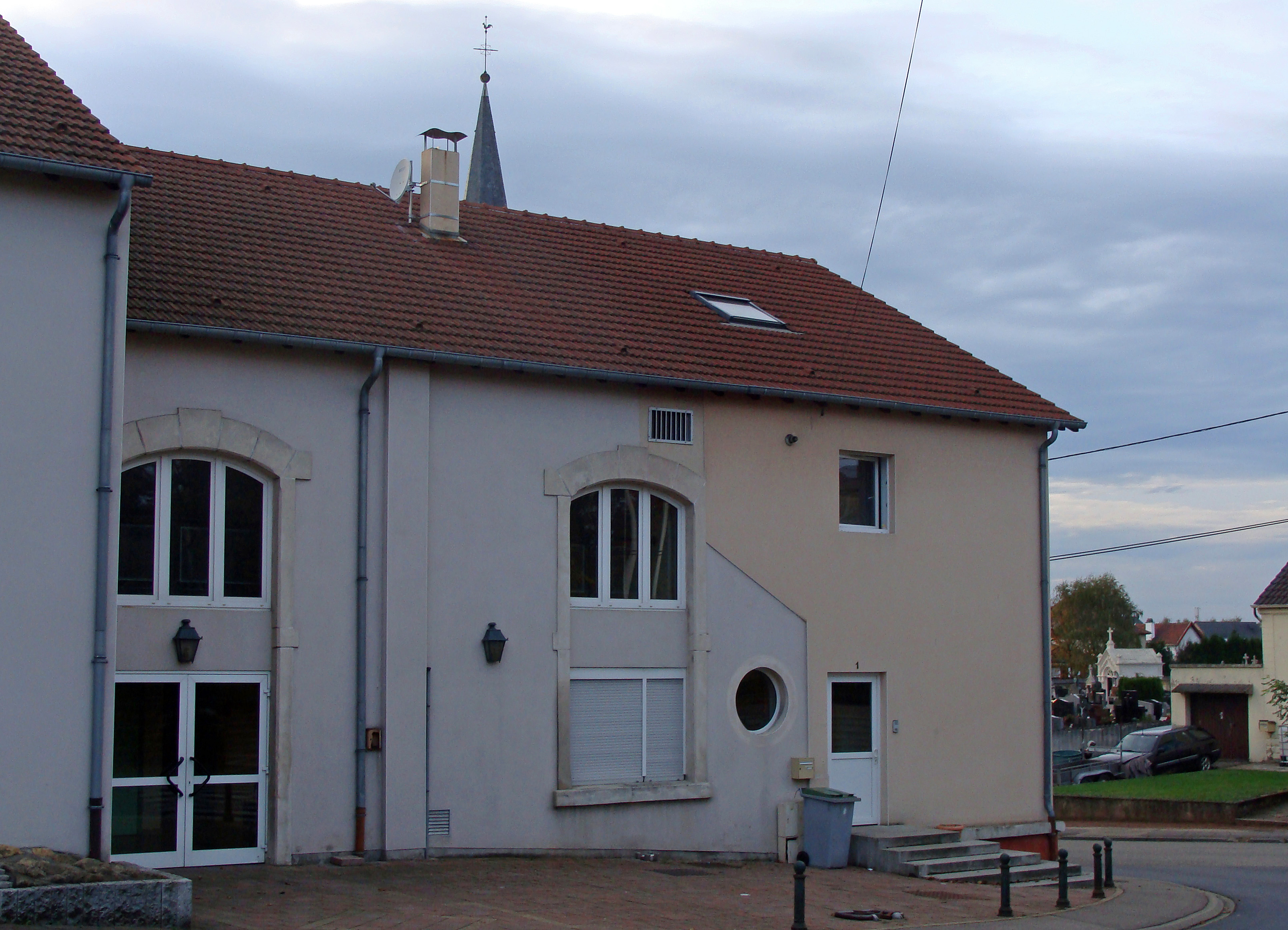
L'ancien Foyer Catholique de L'Hôpital (actuelle Salle Henry).

L'église Saint-Nicolas donne sur un vaste cimetière multiconfessionnel, autrefois séparé en cimetière catholique et cimetière protestant. On y trouve un funerarium réaménagé en 1987 dans l'ancienne morgue, avec chambre mortuaire, un carré réservé aux enfants décédés, un jardin du souvenir, une chapelle funéraire (restaurée) de style néoroman, une croix monumentale, un monument érigé en mémoire des victimes de la mine de Sainte-Fontaine, des tombes anciennes.
Ce cimetière entourait déjà vers 1426 la chapelle qui sera remplacée en 1700 puis de 1761 à 1765 par l'actuelle église Saint-Nicolas. On pratiquait également à l'époque des inhumations à l'intérieur de l'église. Ce cimetière accueillait aussi les fidèles de Carling, rattachés à la paroisse de l'église Saint-Nicolas. Le cimetière devenant trop petit, le cardinal Louis-Joseph de Montmorency-Laval, évêque de Metz, en ordonne la fermeture. Les paroissiens de L'Hôpital et de Carling sont enterrés du 18 mars 1777 à 1778 dans le cimetière du village de Porcelette. Le cimetière de L'Hôpital sera agrandi et rouvert de 1779 à 1780, puis en 1862, 1879, 1885. En 1904 on y adjoindra un cimetière protestant séparé d'une palissade en bois, remplacée par un mur en 1905, qui sera ouvert et démoli en 1997. Deux agrandissements du cimetière suivront en 1924 puis en 1960, justifiés par l'accroissement de la population à la suite de l'industrialisation de la ville. De nos jours, le cimetière de L'Hôpital compte près de 1450 tombes.
Au centre du cimetière se trouve la tombe avec croix monumentale en granit (qui remplace l'ancienne Croix des Missions) des anciens prêtres et desservants de la paroisse catholique.
Une tombe familiale abrite également le pasteur Waldemar Linque (1893-1964) et son épouse. C'était le cinquième pasteur affecté à la paroisse luthérienne de L'Hôpital. D'autres tombes abritent des personnalités de L'Hôpital et de Carling, comme l'ancien maire de L'Hôpital, Albert Lefort ou l'ancien maire de Carling, Ambroise Renard (1894-1941).
Dans le cimetière et proche du chœur de l'église Saint-Nicolas se trouve un monument en mémoire des victimes de la mine de Sainte-Fontaine érigé par la Société des Mineurs de L’Hôpital le 26 mai 1966. Il se compose d'une importante stèle sculptée en granit rose.
Une dizaine de soldats allemand tués lors des combats de la Libération et inhumés en 1944 dans un emplacement du cimetière ont été exhumés et déplacés en 1955 vers une nécropole militaire en Allemagne.
Proche de l'église se trouve la tombe des religieuses des Filles de la Charité de Saint-Vincent de Paul de la Maison des Sœurs. La Maison des Sœurs (ancienne Maison d'Œuvres pour les Femmes et les Jeunes Filles gérée par la congrégation des Sœurs de Saint Vincent de Paul) comprenait deux bâtiments construits face à l'église en 1904, près de l'ancien Foyer Catholique. En 1968 les sœurs quittent L'Hôpital, la Maison des sœurs est vendue et l'un des bâtiments est presque entièrement arasée en 1971 pour faire place à un supermarché. Les second bâtiment resté sans entretien est démoli en juin 1991. La statue de Saint-Vincent de Paul installée en 1905 à l’emplacement de la Maison des Sœurs et de l’hospice des Filles de la Charité de Saint Vincent de Paul (bâtiments détruits en juin 1991) a été transférée en 1992 place des Cloches, au centre-ville de L'Hôpital.
Face à l'église, à côté de l'emplacement de la Maison des Sœurs, se trouvent les vestiges restaurés de l'ancien Foyer Catholique. Il a été construit vers 1900 par le curé Lœvenbruck sous le nom de Katholische Männervereinshaus (Foyer des Hommes Catholiques) dans la rue de l'Église. Actuellement s'y trouve la Salle Henry.

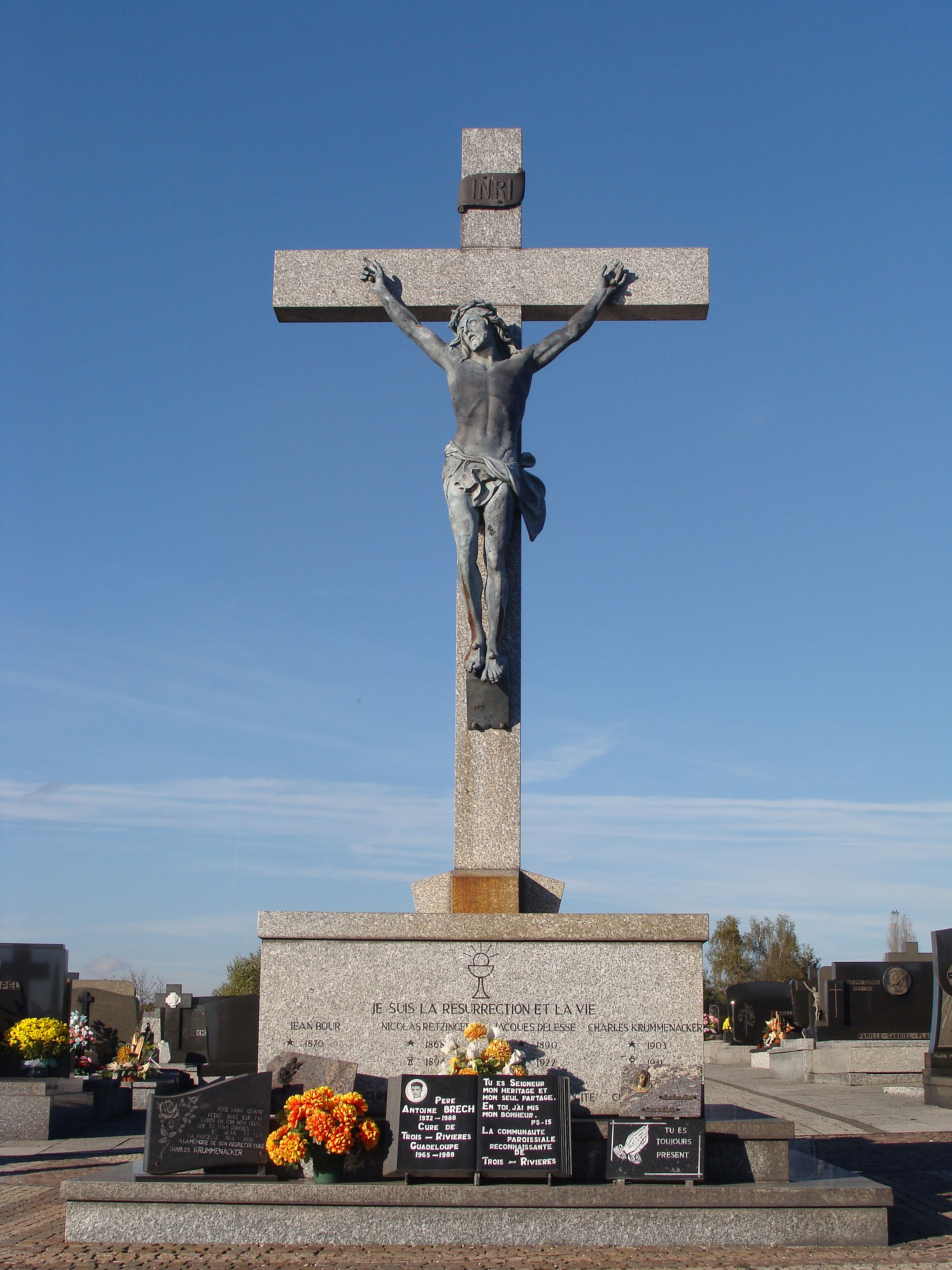
Croix des prêtres (ancienne Croix des Missions)
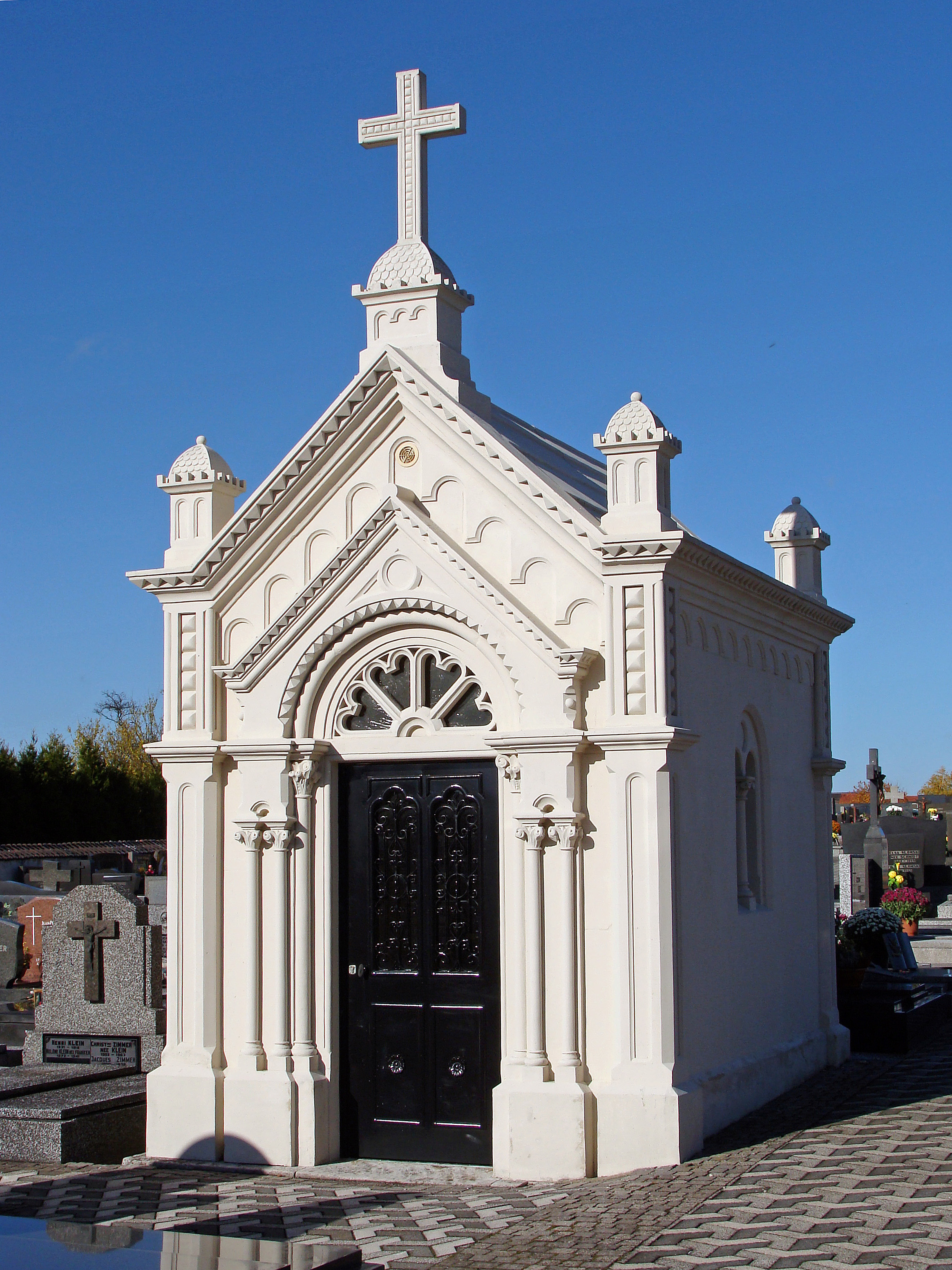
Chapelle funéraire du cimetière
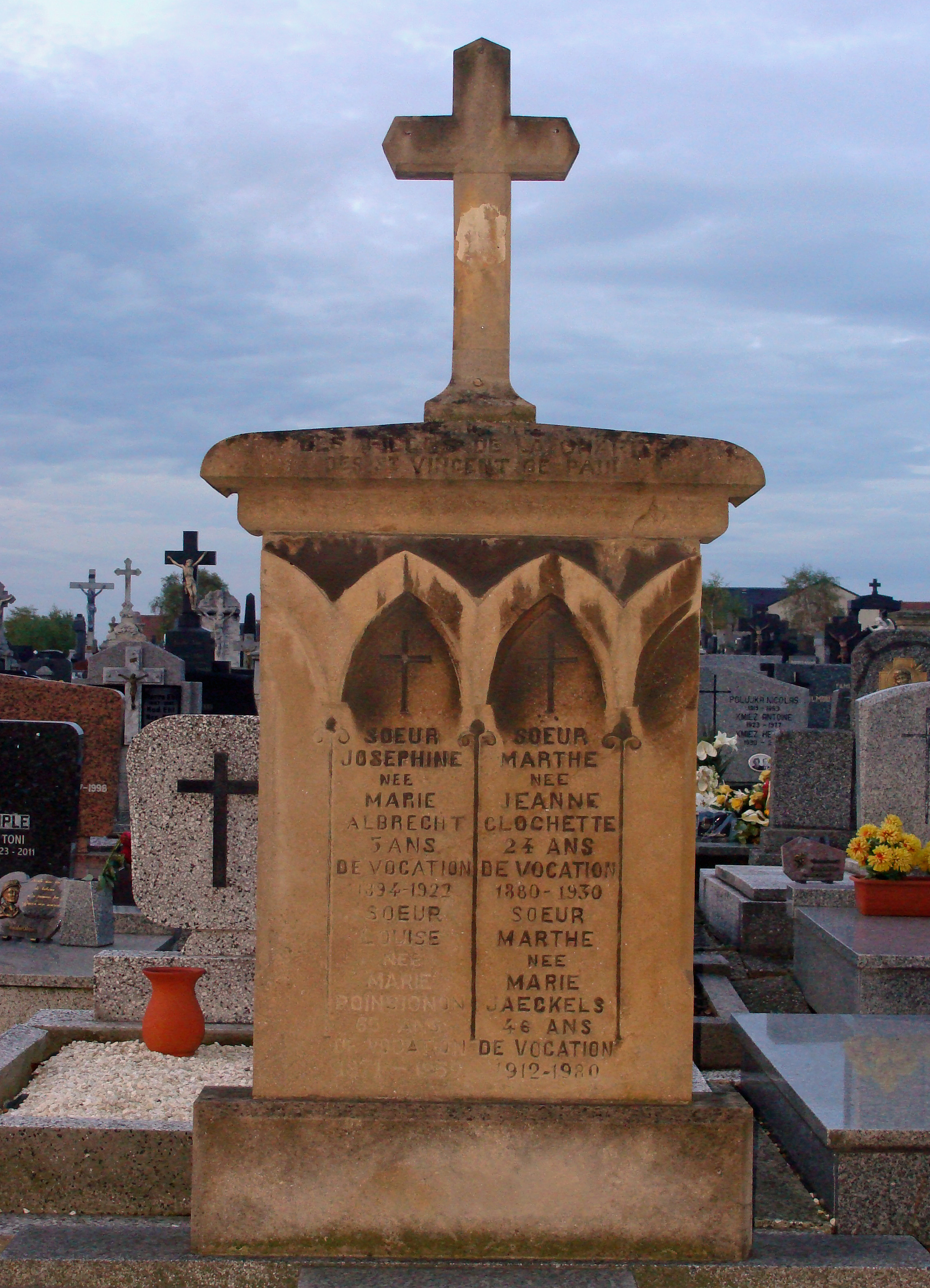
Tombe des religieuses de la Maison des Sœurs de L'Hôpital
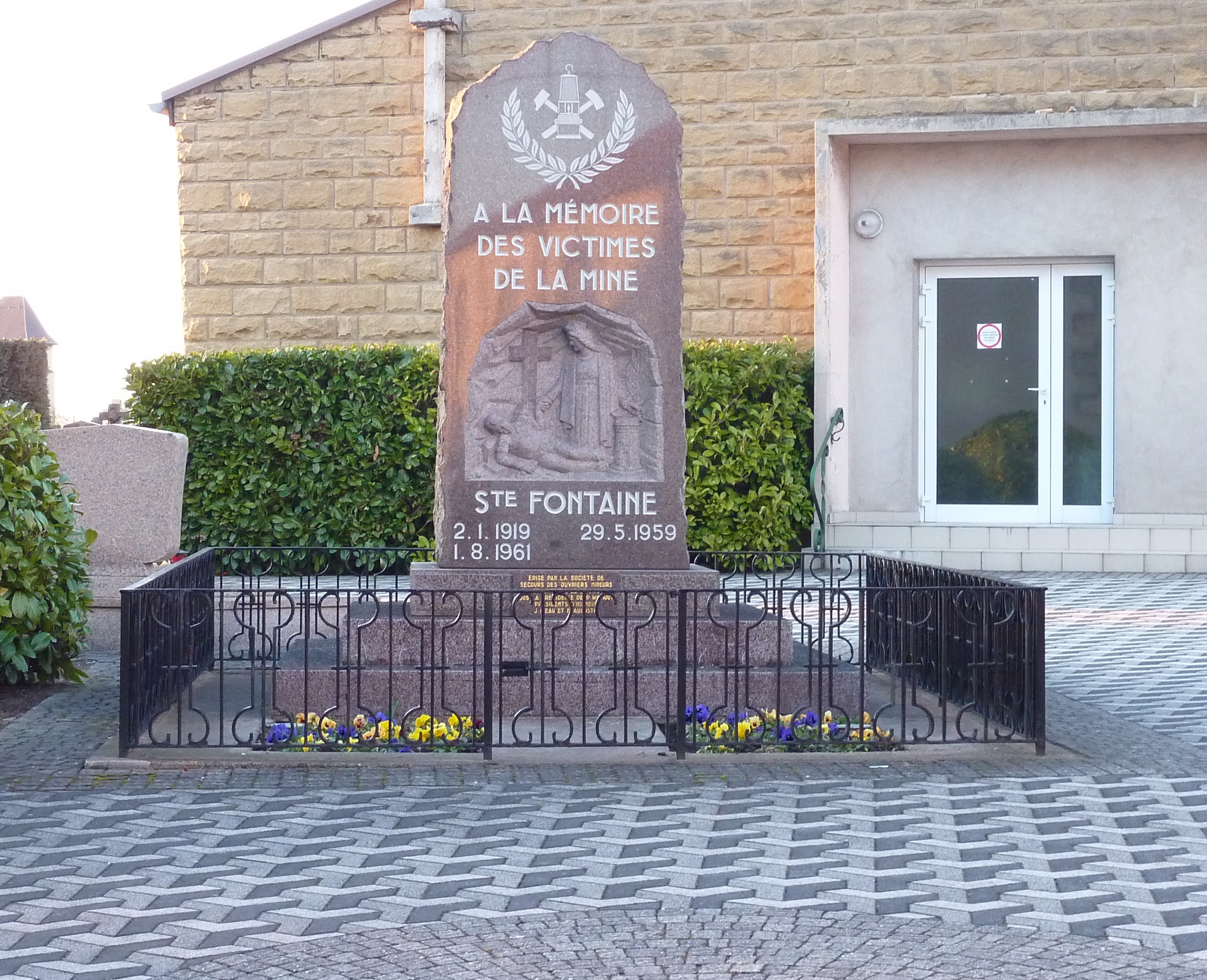
Monument aux victimes de la mine (cimetière de L'Hôpital)
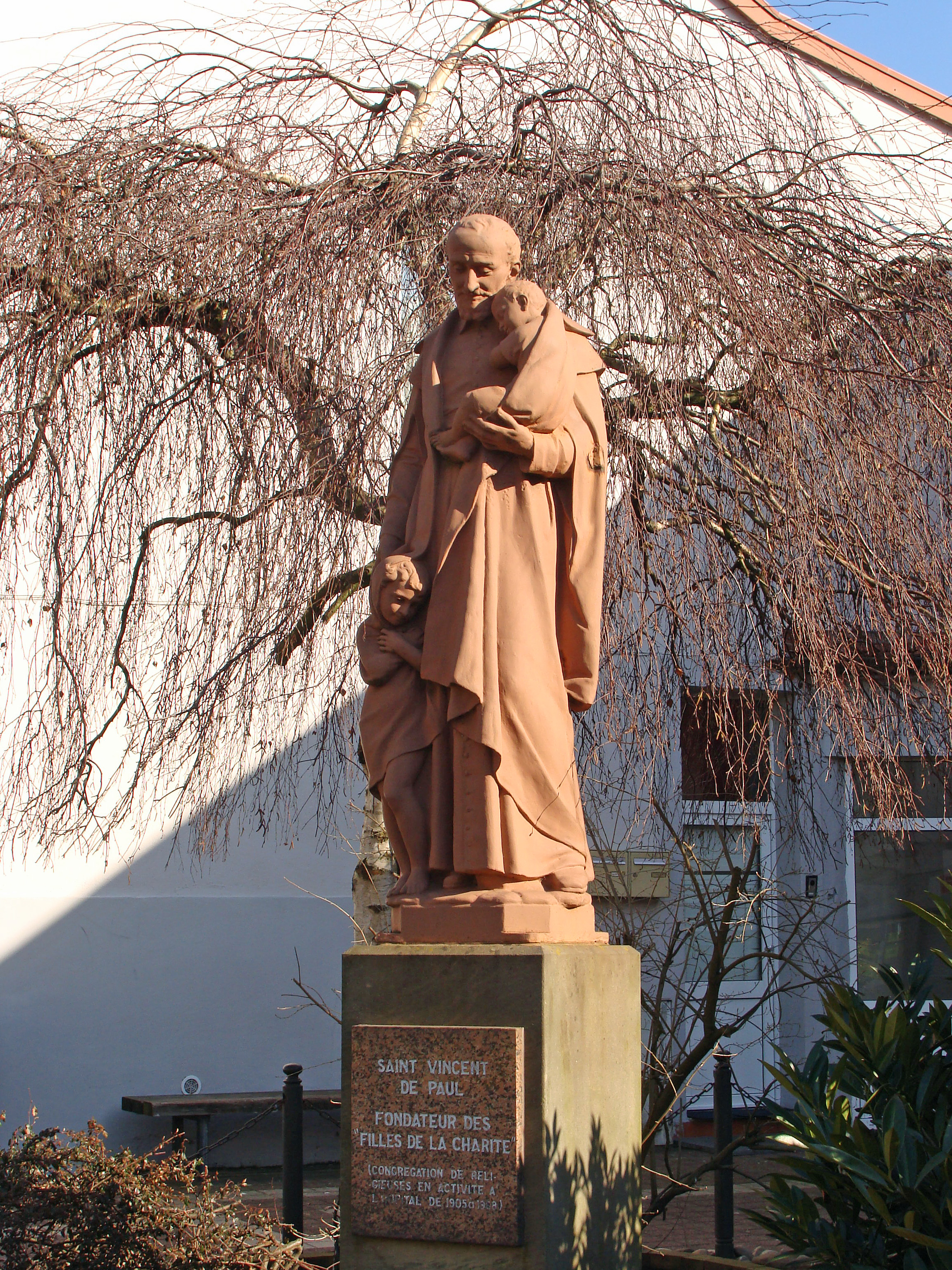
Statue de Saint Vincent déplacée au centre-ville en 1992
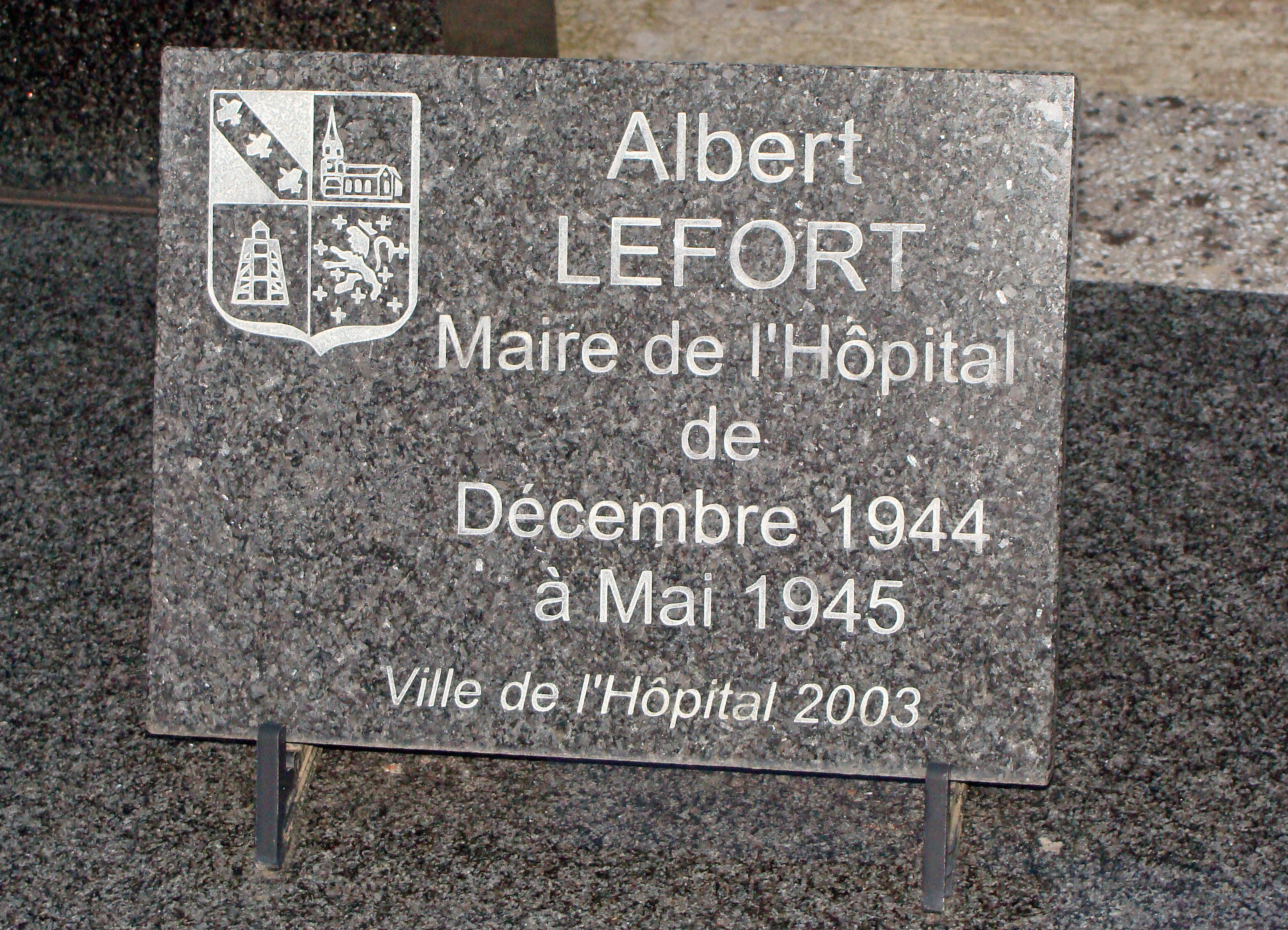
Plaque tombale d'Albert Lefort, ancien maire de L'Hôpital de 1944 à 1945

## L'«apparition» de la Vierge Marie de 1872
L'église de L'Hôpital a été l'objet d'un événement relaté dans différentes études et ouvrages: l'apparition mariale de 1872.
Dans le contexte de l'occupation allemande et antireligieux de l'époque, un Alsacien se rend en Italie et rencontre une mystique nommée Palma-Maria-Addolarata Matarelli (1825-1888) d'Oria, plus tard religieuse de Notre-Dame des Douleurs, et lui parle de l'Alsace-Lorraine. Elle lui répondit qu'il arrivera bientôt des choses merveilleuses : "...une apparitions en juillet 1872 doit avoir lieu en Alsace-Lorraine".
Le dimanche 7 juillet 1872 en date de la fête du Précieux Sang, la Vierge Marie apparait à l'office du soir dans l'église Saint-Nicolas de L'Hôpital à Marie Françoise Clémentine Girsch, âgée de onze ans,,.
Elle décrit l'apparition comme une belle femme aux cheveux blonds et longs, portant une couronne sur la tête. Sa robe dorée est brillante. La Vierge Marie tend ses bras en avant. Dans sa main droite elle tient une boule blanche d'où tombent des gouttes d'eau, dans sa main gauche elle tient une boule noire d'où tombent des gouttes de sang. À sa droite se tiennent des soldats français, à sa gauche se trouvent des soldats allemands armés de sabres.
Le même jour à Neubois (appelé à l'époque Gereuth ou Krüth) en Alsace, cette même apparition se manifeste à quatre fillettes âgées de 7 à 11 ans qui se promènent au pied d'une montagne appelée Schlossberg, à la recherche de myrtilles. Soudain au milieu d'une clarté éblouissante, une dame aux vêtements blancs portant sur la tête une couronne d'or et à la main une épée brandie au-dessus de nombreux guerriers, s'avance vers elles. Effrayées, les deux filles les plus jeunes s'enfuient à toutes jambes, aussitôt suivies des aînées.
Le 11 juillet 1872, la Vierge Marie apparaît de nouveau sous la même forme dans la forêt de Neubois à Philomène Jehl (10 ans), Sophie Glock (11 ans), Marie Flick et d'autres enfants de l'école. Elles entendent une voix fine dire: « Kommet! » (Venez!). Le 12 juillet la troisième apparition se manifeste à certaines filles d'un groupe de 20 élèves accompagné d'une religieuse qui est aussi leur institutrice, sœur Madeleine. Le 14 juillet 1872 l'apparition guide en les appelant 6 filles dont Odile Martin vers le sommet du Frankenbourg, chemin de La Vancelle en direction d'un vieux sapin où se trouvait dans une niche la statue de Notre-Dame des Ermites.
Le 15 juillet 1872 tout un groupe d'enfants et d'adultes assiste à une apparition de la Vierge qui les appelle de nouveau : « Kommet, Kommet! » (Venez, venez !) en direction du château de Frankenbourg. Un vent violent se lève et on entend un son de cloches. D'autres apparitions miraculeuses vont suivre, comme celle du 31 juillet. Près de 2 000 personnes sont réunies. L'apparition se manifeste tout d'abord à des hommes qui sont présents ainsi qu'à sœur Madeleine, l'institutrice. Une petite chapelle provisoire est érigée sur les lieux. Le fils (âgé de 18 ans) du garde forestier, protestant, assiste à une apparition. Le Kreisdirektor de Sélestat qui se rend lui-même sur les lieux avec son secrétaire le 4 août 1872 interroge des témoins et envoie un détachement de 50 soldats surveiller l'emplacement. Le 7 septembre 1872, la police abat la chapelle ainsi que l'autel et défend aux fidèles l'accès aux lieux.
Le 8 septembre 1872 on assiste à une première guérison miraculeuse d'une jeune fille, Léonie Benoît. D'autres apparitions et guérisons comme celle de Catherine Steich (de Neubois), de Rosalie Houillon (de Turquestein) et du garde champêtre de Reichsfeld vont avoir lieu malgré l'hostilité de l'autorité prussienne qui fait afficher un panneau:
« L'accès sans autorisation du district 272829 est, par la présente, interdit selon l'article 368 du code pénal avec une peine allant jusqu'à 20 thalers (75 francs) et un emprisonnement jusqu'à 15 jours. »
Le 11 septembre 1872, sœur Madeleine est expulsée par les autorités et doit quitter Neubois. Le 14 octobre 1872 un soldat prussien a une vision de l'enfant Jésus. Les apparitions continuent. L'évêque de Strasbourg Monseigneur André Raess est informé de par une lettre de l'apparition de L'Hôpital ainsi que de celles du Frankenbourg et reçoit lui-même un témoin des apparitions du Neubois. Il reste réservé et prudent. Le 11 novembre 1872 l'abbé Hotzmann, curé de Villé note: "les apparitions sont de plus en plus fréquentes". De nombreux pèlerins viennent sur les lieux. Pour la seule journée du 3 février 1873 on comptera 6000 pèlerins. Le 4 mars 1873 les autorités prussiennes s'inquiètent de cette affluence et envoient un détachement de 150 soldats interdire l'accès des lieux. La nouvelle de ces phénomènes extraordinaires se répand comme une traînée de poudre dans toute l'Europe centrale et méridionale, mais surtout en Allemagne et en France.
Ces événements des apparitions sont relatés abondamment dans la presse locale et nationale et repris dans des brochures, ce qui ne fait qu'amplifier le phénomène. Neubois connaît alors une affluence populaire extraordinaire. Au mois de janvier 1873, la Reichsbahn vend plus de 80 000 billets de chemin de fer à destination du Val de Villé.
Une source d'eau miraculeuse est découverte. Plusieurs personnes prétendent avoir été guéries. Cette arrivée massive de gens commence à inquiéter l'administration allemande surtout que ces apparitions se teintent d'allusions et de propagande politiques: la Sainte Vierge viendrait pour libérer l'Alsace-Lorraine du joug prussien! À Paris est éditée, en 1874, une brochure au nom évocateur: La résurrection de la France et le châtiment de la Prusse, prédits par Marie en Alsace qui relate les événements de Neubois. L'armée prussienne est chargée d'interdire l'accès du lieu des apparitions, puis de l'ensemble du ban communal. Les autorités religieuses restent très prudentes et sceptiques et conseillent la même attitude au chargé d'âmes de la paroisse, notamment à l'abbé Michel Ulrich qui recueille, avec une certaine naïveté, les témoignages relatifs aux apparitions. Le curé Alphonse Adam, qui lui succède en novembre 1876, puis l'abbé Boersch, à partir de 1879, prêtent une oreille moins attentive aux dépositions des visionnaires qui se font plus rares. Peu à peu le village de Neubois retrouve sa sérénité. Aujourd'hui seule subsiste dans la forêt de Neubois en Alsace, une petite chapelle rénovée près de la source qui porte le nom de Mudergottes Brennela'.
Ces apparitions n'ont pas été reconnues par les autorités ecclésiastiques.
À L'Hôpital, ces événements sont restés très discrets. Clémentine Girsch est qualifiée selon les rapports de l'époque de petite fille sage, posée et réservée. Elle restera très discrète sur ces événements. Elle est née le 3 décembre 1861 à Carling. Le 9 février 1880 elle épouse à L'Hôpital, Ambroise Renard, conseiller de l'arrondissement de Forbach, instituteur et maire de Carling (1855-1941) et sera mère de deux enfants. Elle décèdera à Strasbourg le 13 janvier 1944.
Il reste à L'Hôpital une dévotion mariale particulière des habitants qui s'exprime par la construction d'une Grotte de Lourdes inaugurée le 3 octobre 1954.

## La grotte de Lourdes

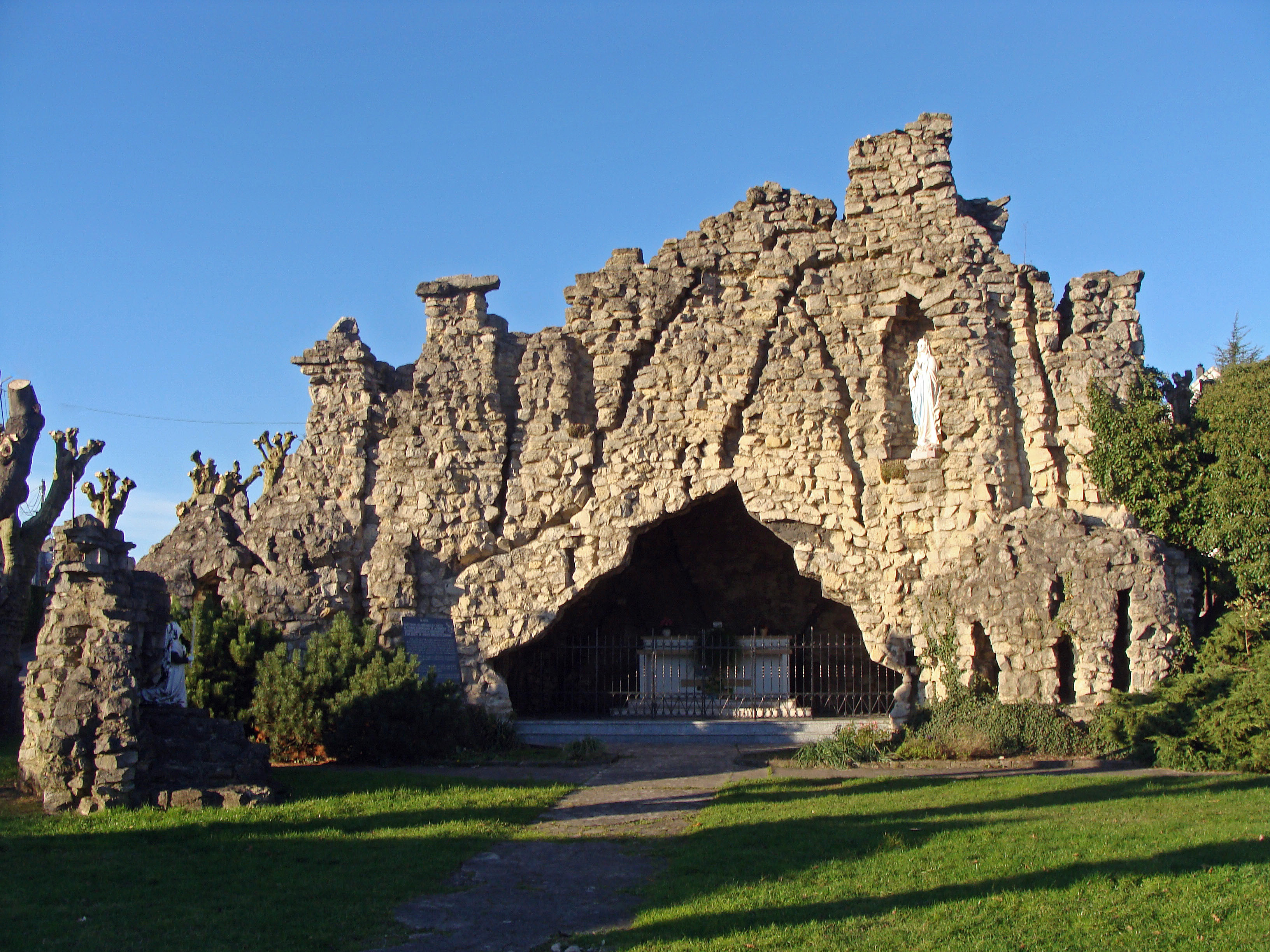
Grotte de Lourdes, rue de Saint-Avold

Après une vaste souscription lancée au lendemain de la Seconde Guerre mondiale le 15 août 1945 relative à une promesse faite par la communauté des paroisses de l'Hôpital, les travaux démarrent rue de Saint-Avold sous l'impulsion de l'abbé Henri Staudt le 25 avril 1954. Le plan établi par Jean-Louis Théophile est mis à disposition des paroissiens par le curé Charles Krummenacker. Les pierres de la Grotte proviennent des carrières de Boulay-Moselle. Les statues sont de l'Union Artistique de Vaucouleurs (Meuse). La Grotte a été bénie et inaugurée par Monseigneur Paul-Joseph Schmitt futur évêque de Metz et le curé Charles Krummenacker le 3 octobre 1954. Les travaux ont été assurés par des volontaires de la paroisse ainsi que par l'entreprise Albert Jacob de Ludweiler en Sarre.
Le dimanche 15 août 2004 on a fêté le 50e anniversaire de la Grotte Notre Dame de Lourdes de L'Hôpital avec apposition d'une plaque par la Municipalité. Monsieur le Curé Marcel Fleck a réitéré à cette occasion la bénédiction et la dédicace de la Grotte à la Vierge Marie.